# Biserica reformată din Cubleșu Someșan

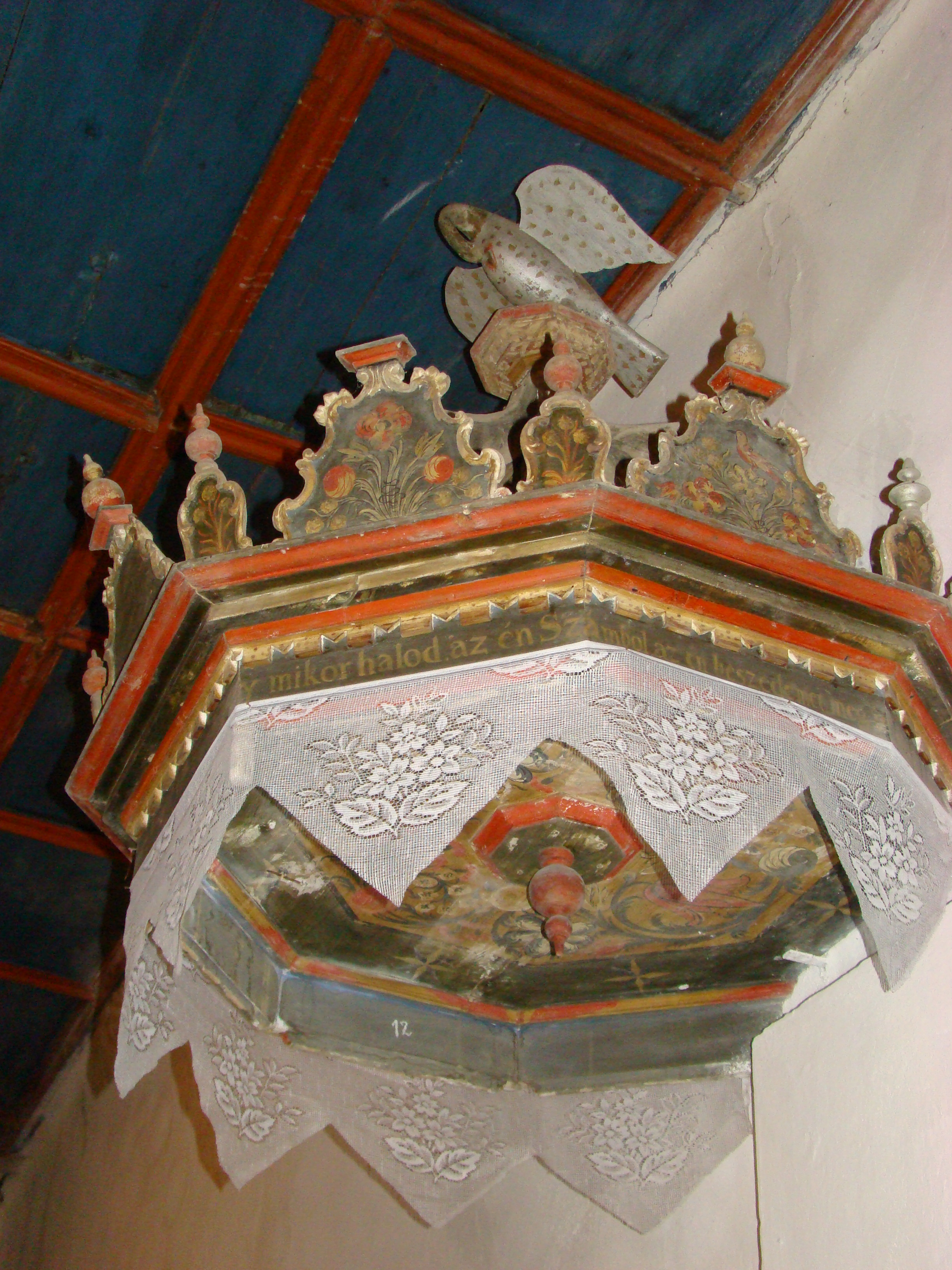
Coronamentul amvonului

Biserica reformată din Cubleșu Someșan este un monument istoric aflat pe teritoriul satului Cubleșu Someșan, comuna Panticeu, județul Cluj.

## Localitatea
Cubleșu Someșan (în maghiară Magyarköblös) este un sat în comuna Panticeu din județul Cluj, Transilvania, România.. Prima menționare documentară a satului Cubleșu Someșan este din anul 1306.

## Biserica
În 1332 satul avea o biserică parohială catolică, construită în onoarea Sfântului Nicolae, reconstruită apoi în stil gotic. În timpul Reformei, biserica a devenit unitariană (1578), iar mai târziu reformată (1745); calviniștii au renovat biserica, după cum arată inscripția în latină: „aVxILIo DIVI, nae Malestatls Vt eIVs alta propagetUr gloria Laus et Honor Lapsa devatiqve renovat rudera temu greu lez tunC hisqul Imhabitabat agris."
Amvonul sculptat este opera lui Sipos Dávid, în timp ce coronamentul amvonului a fost realizat de Lőrinc Umling.
Clopotul mare a fost turnat în anul 1763 și poartă inscripția:  „Auxil. Deo. T. O. M. Fudi. In. Egus Glor. Denuo Eccl. Ref. in M. Köblösiensis Anno Domini 1763”. Clopotul mic a fost realizat de Pataki Sándor în 1773.

## Imagini din exterior

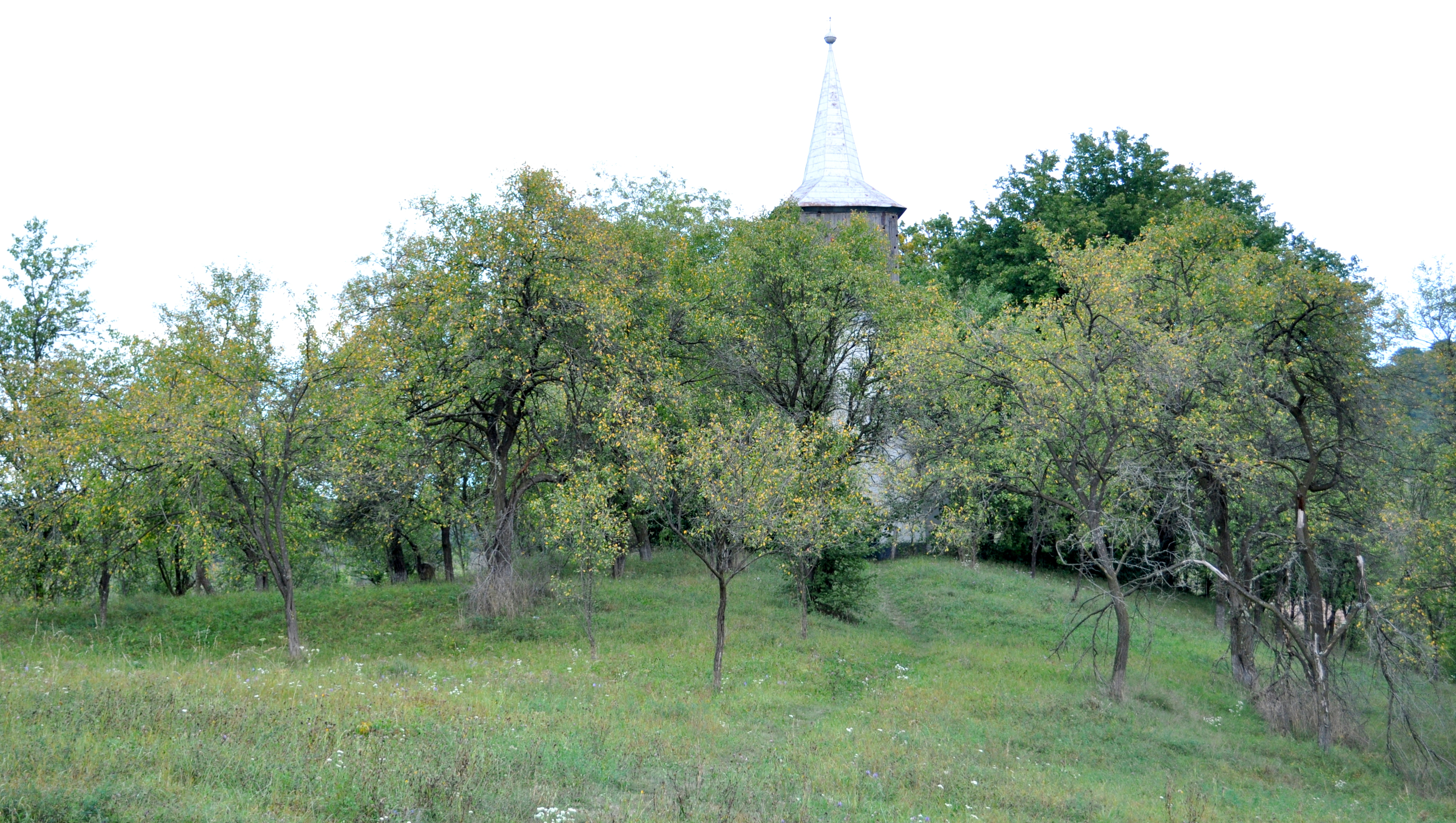
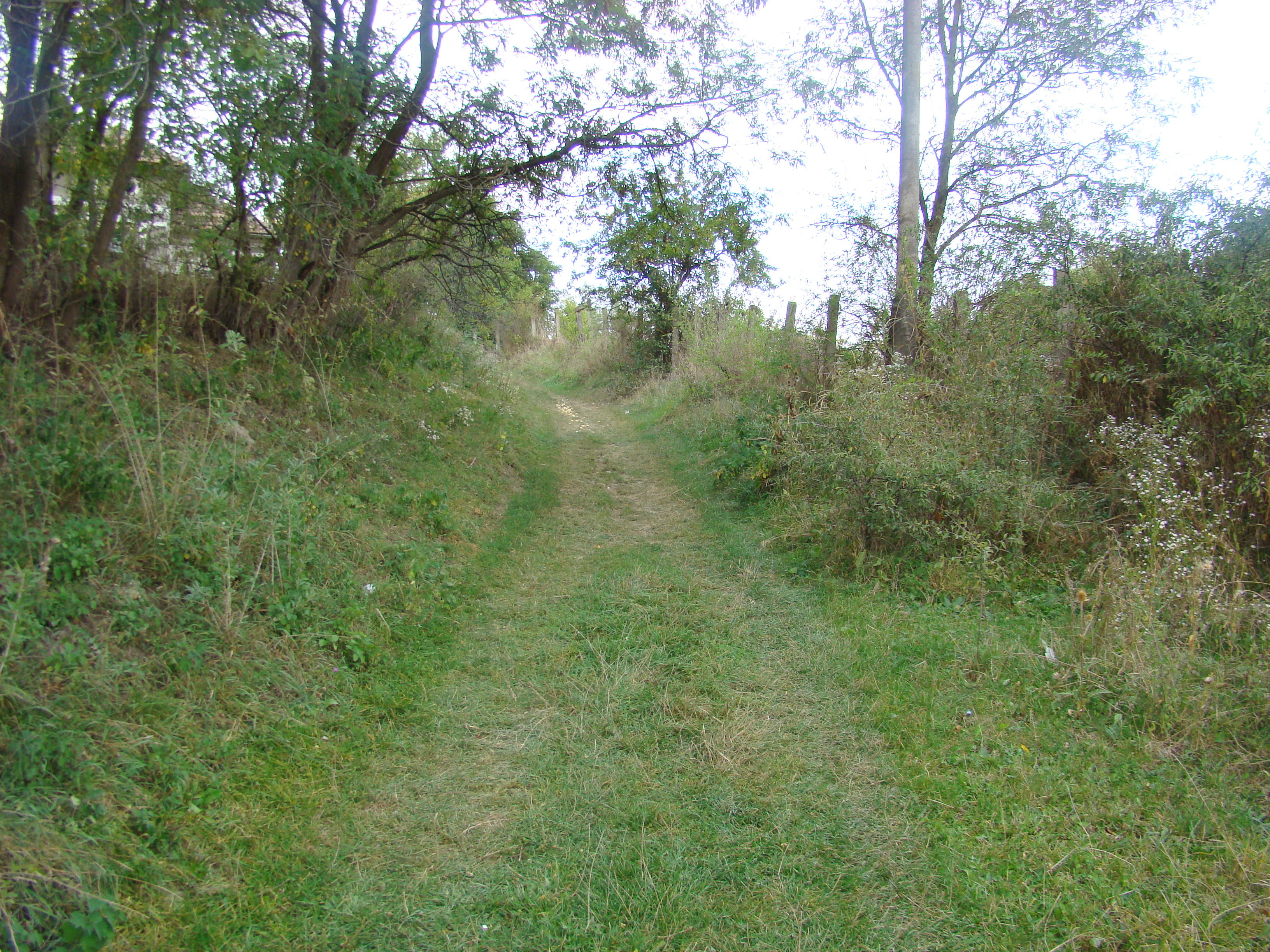
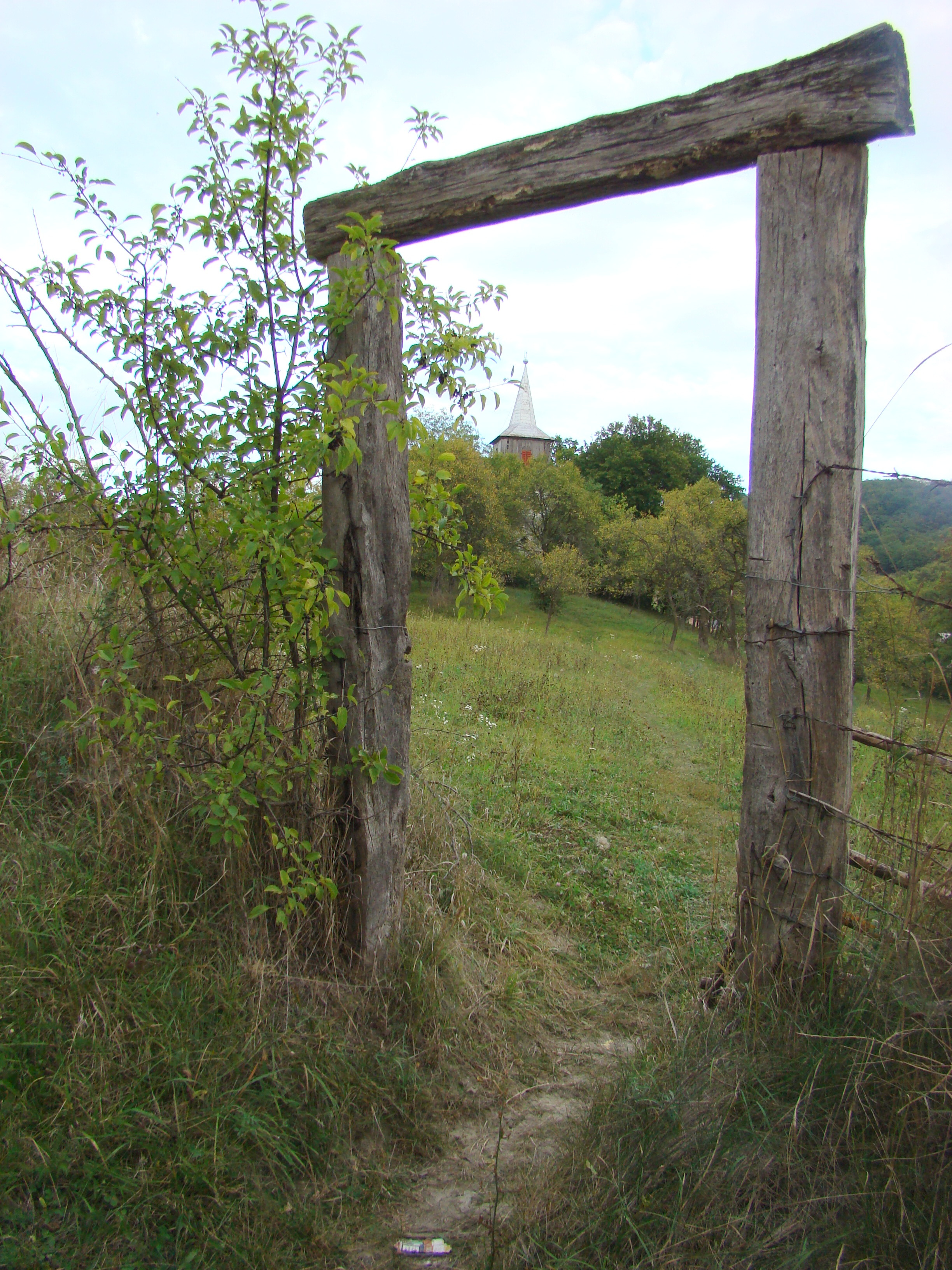
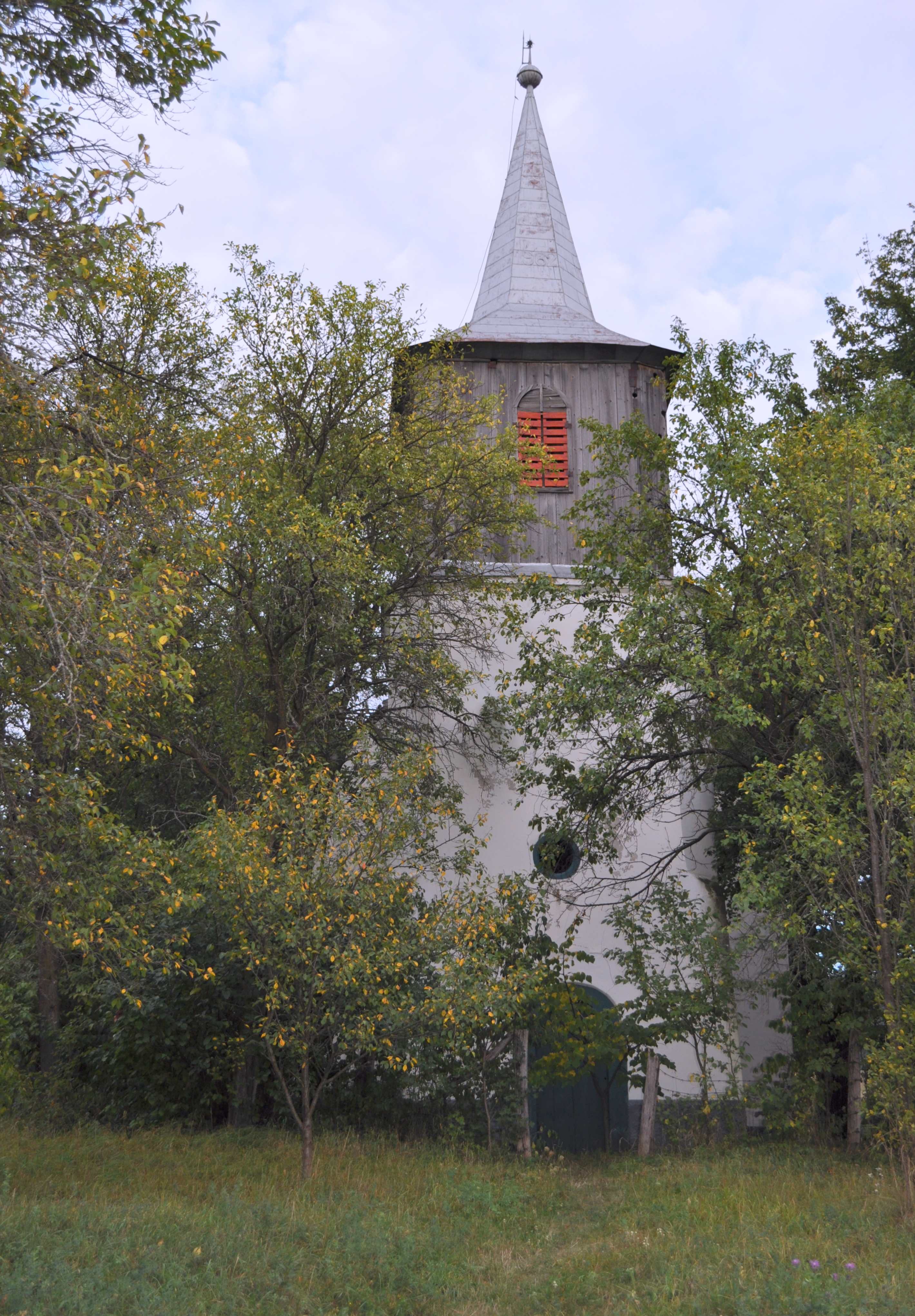
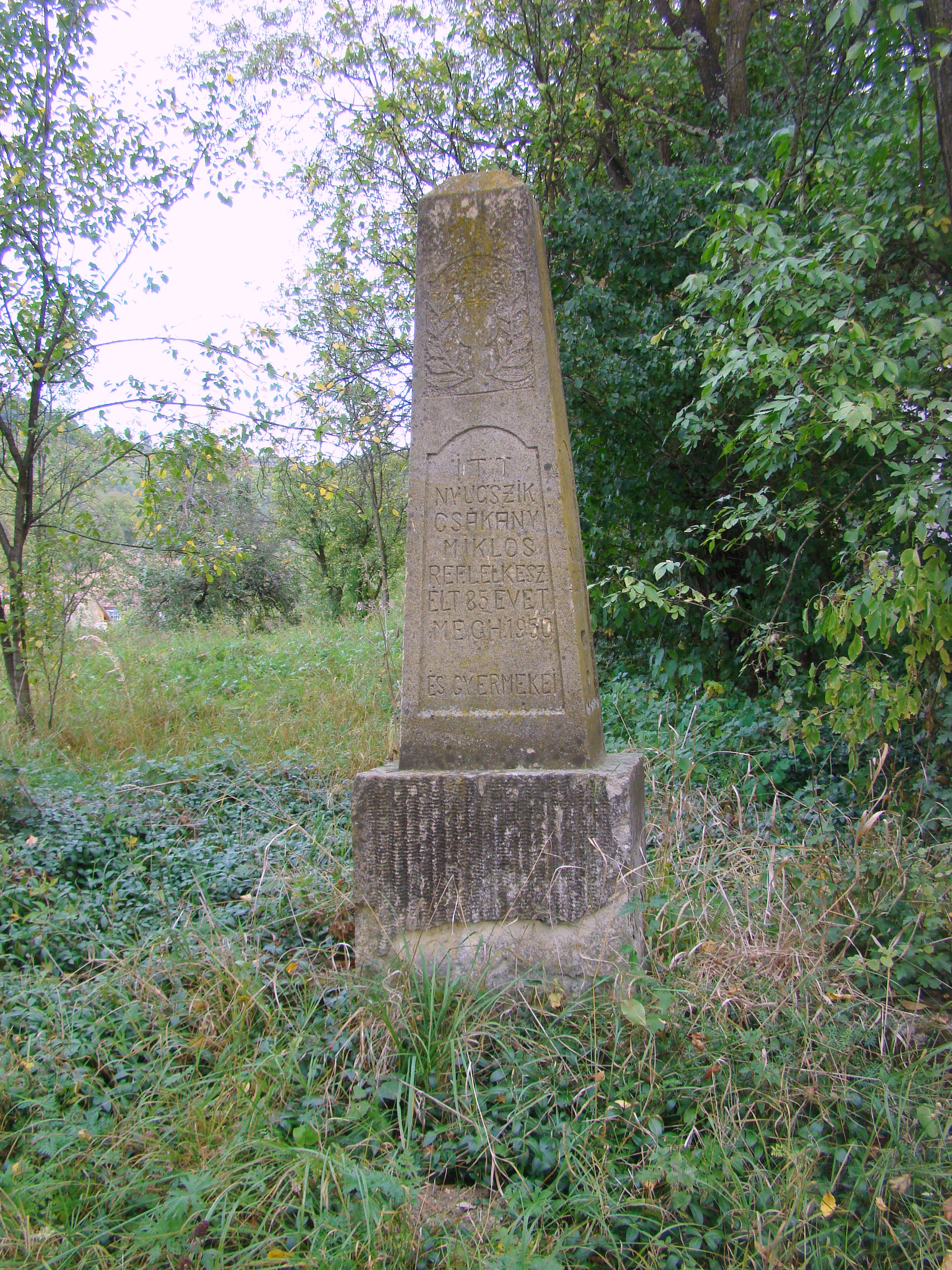
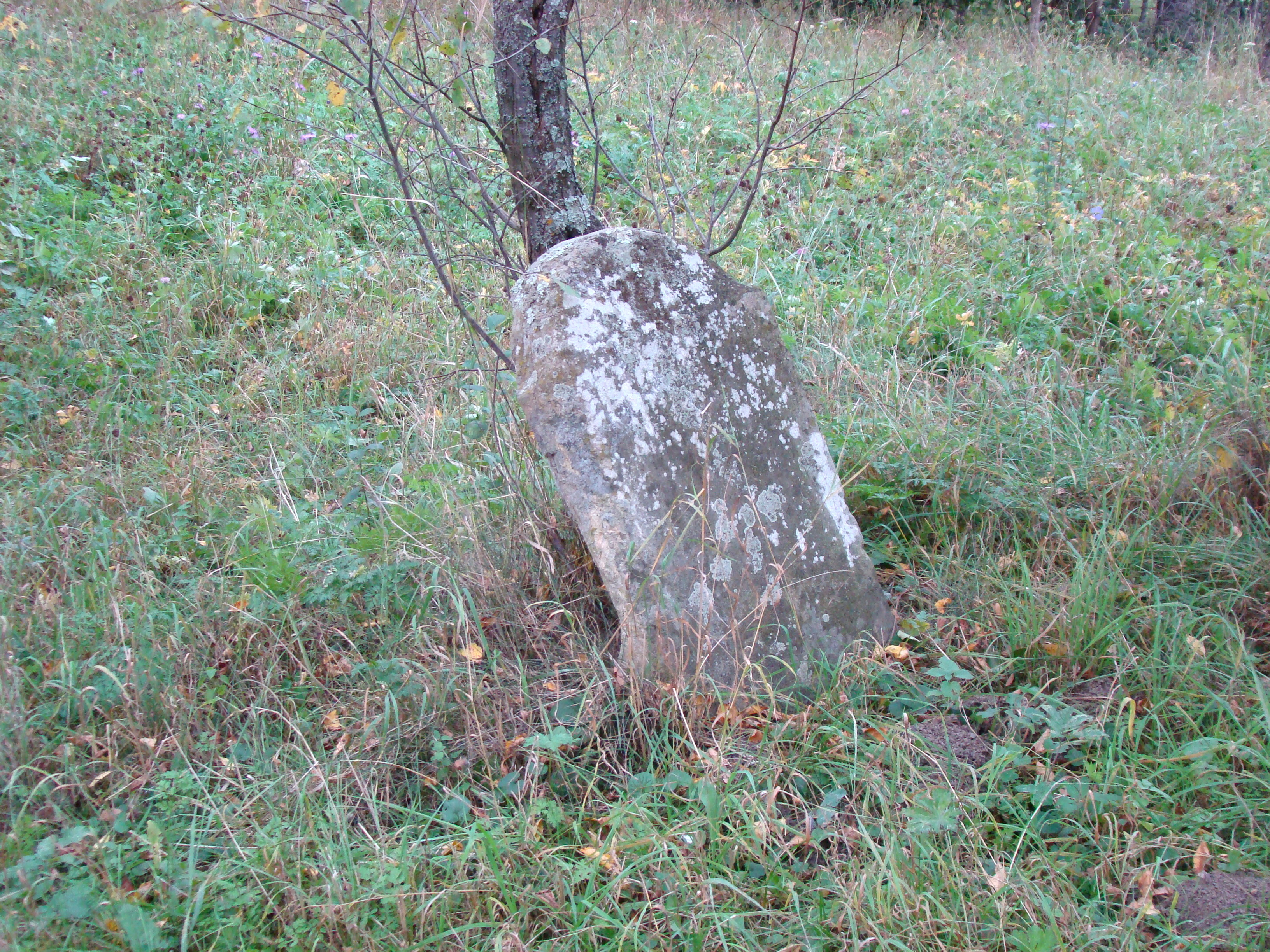
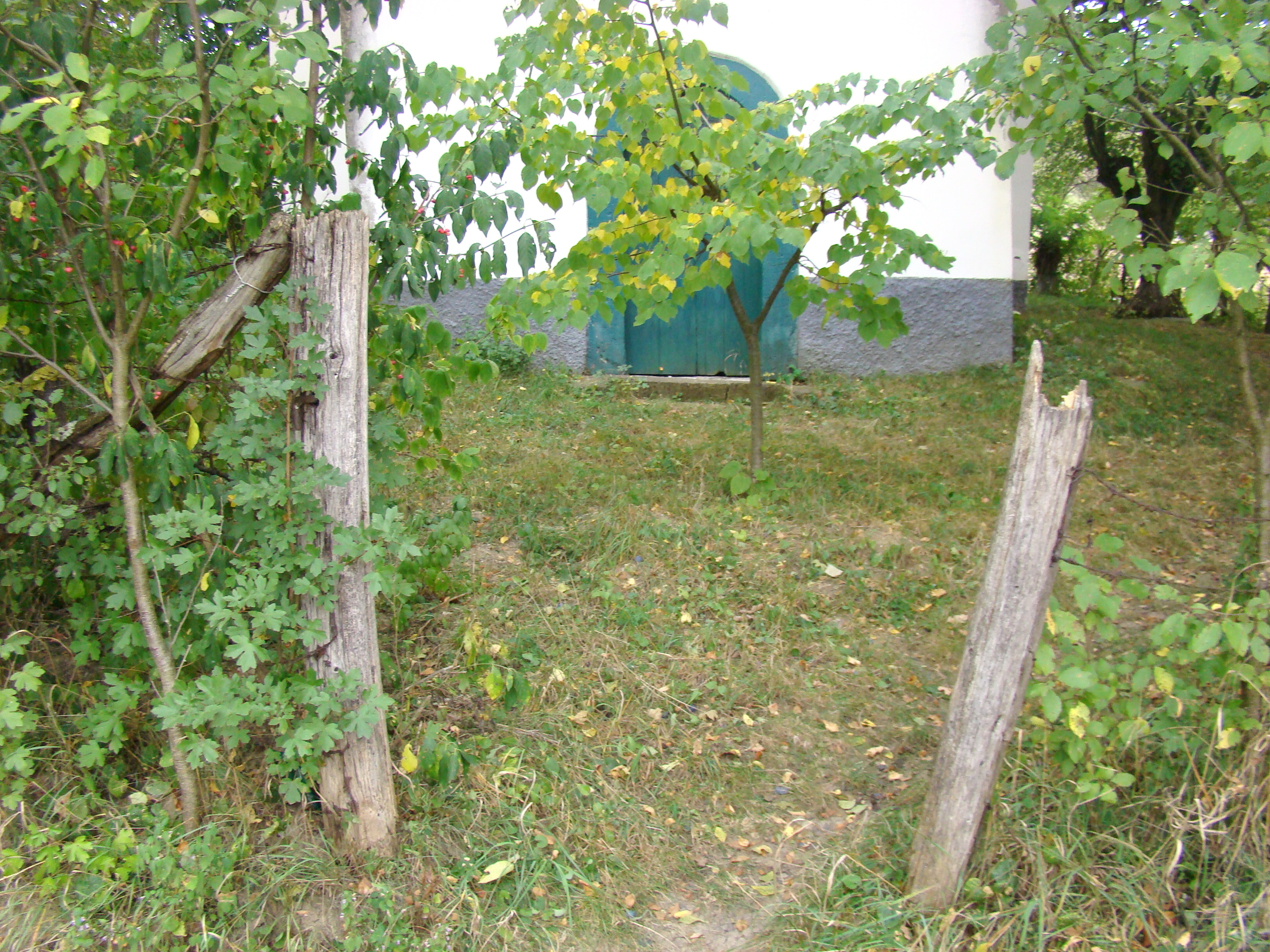
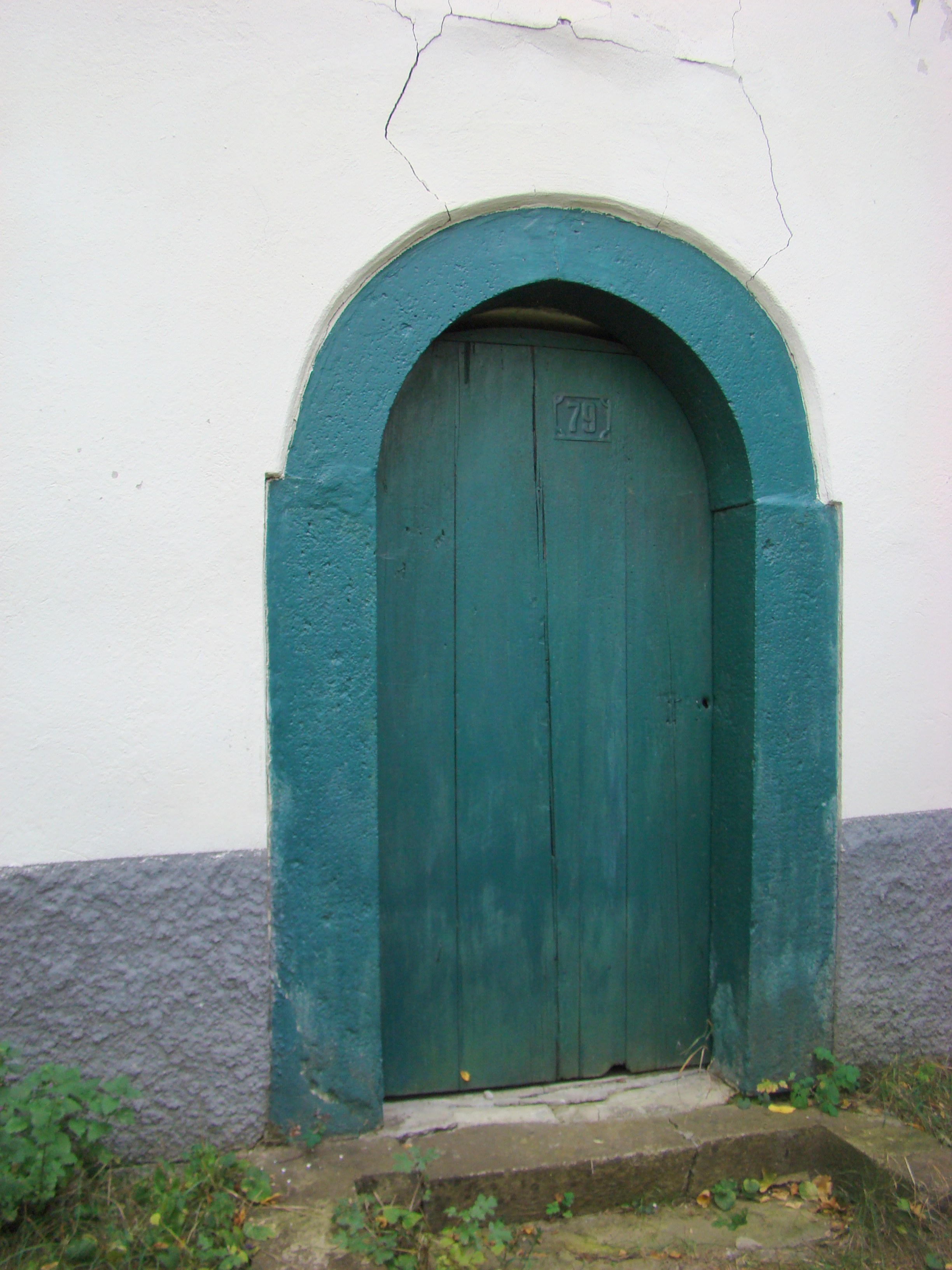
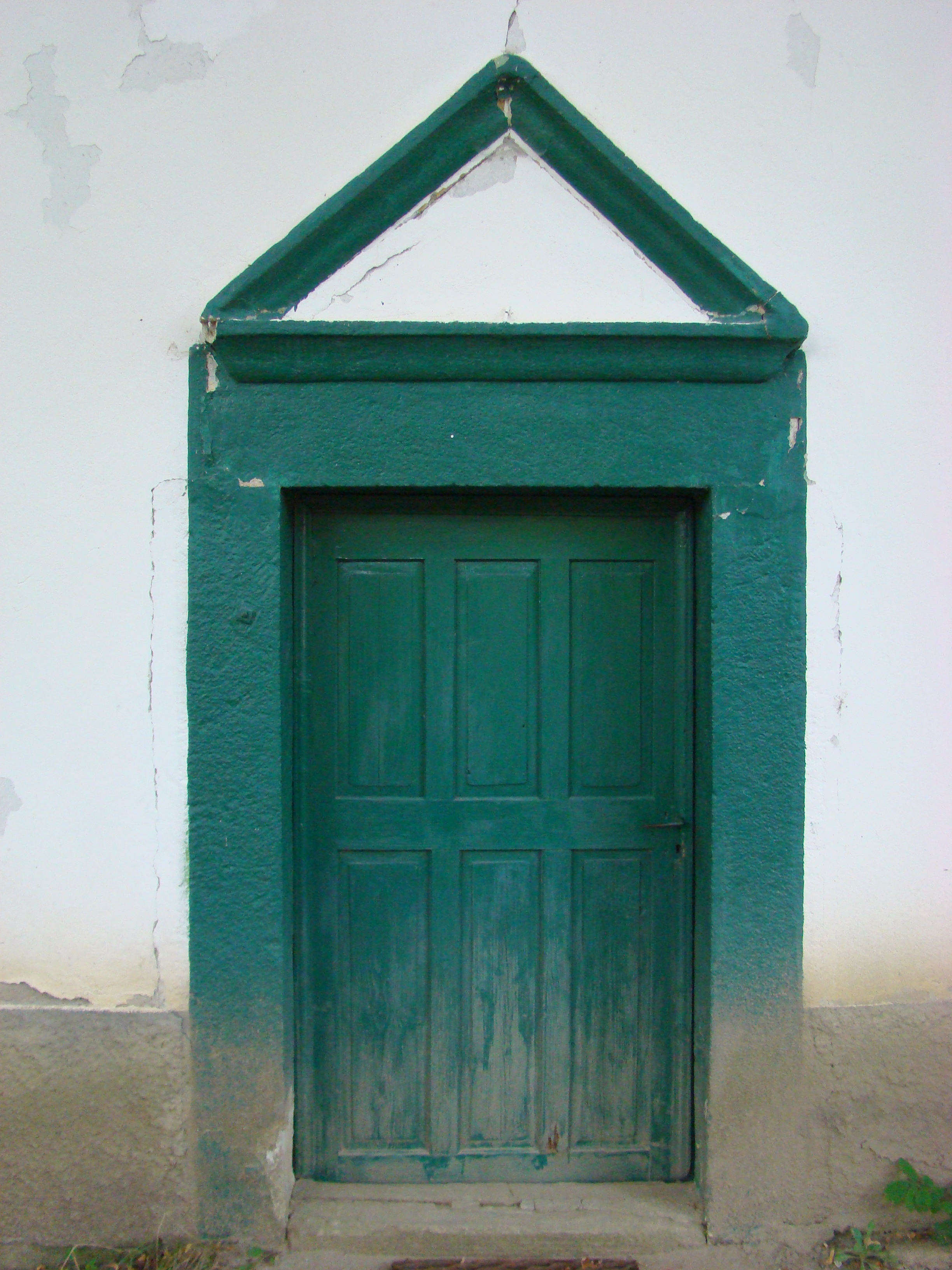
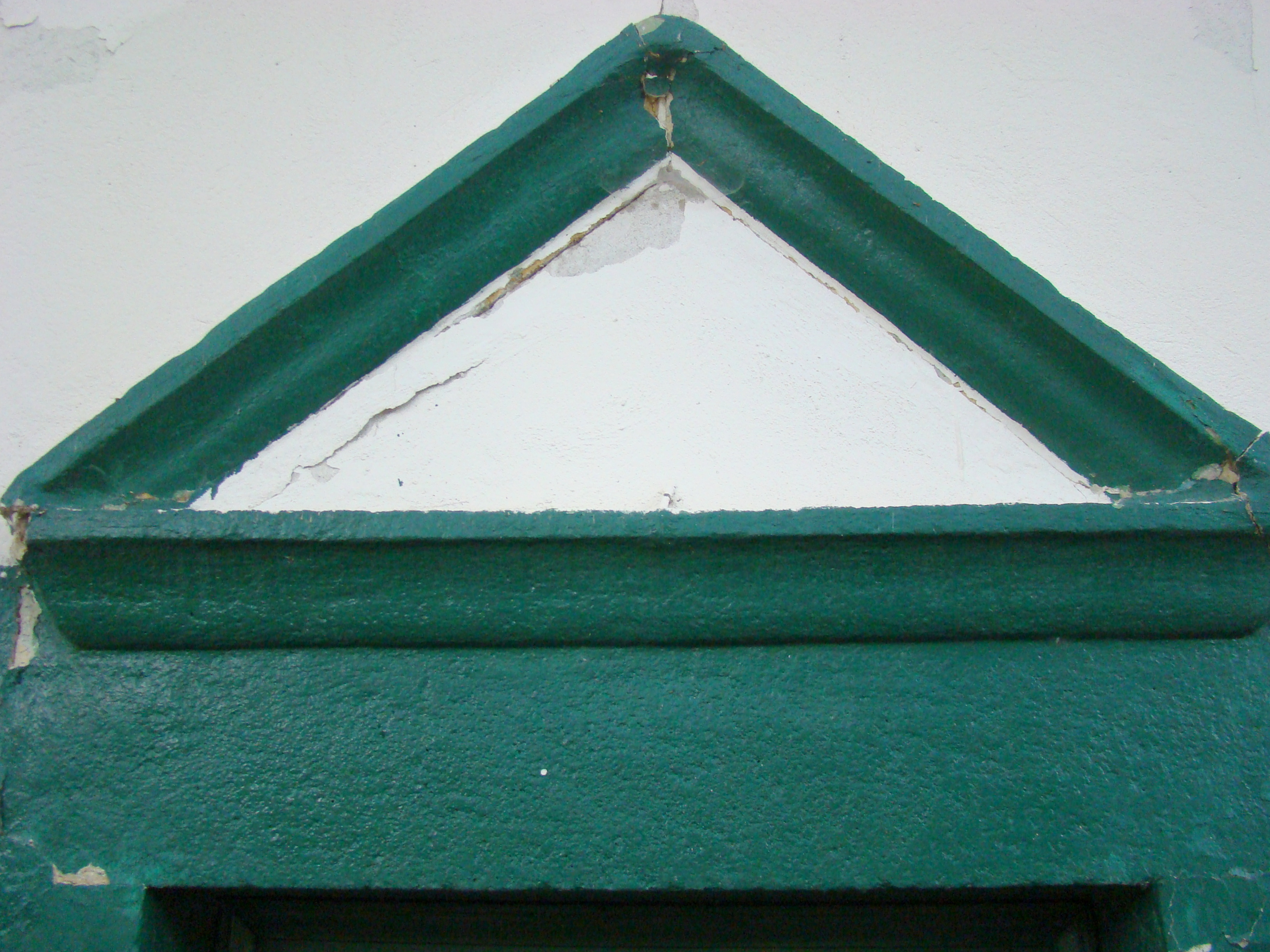
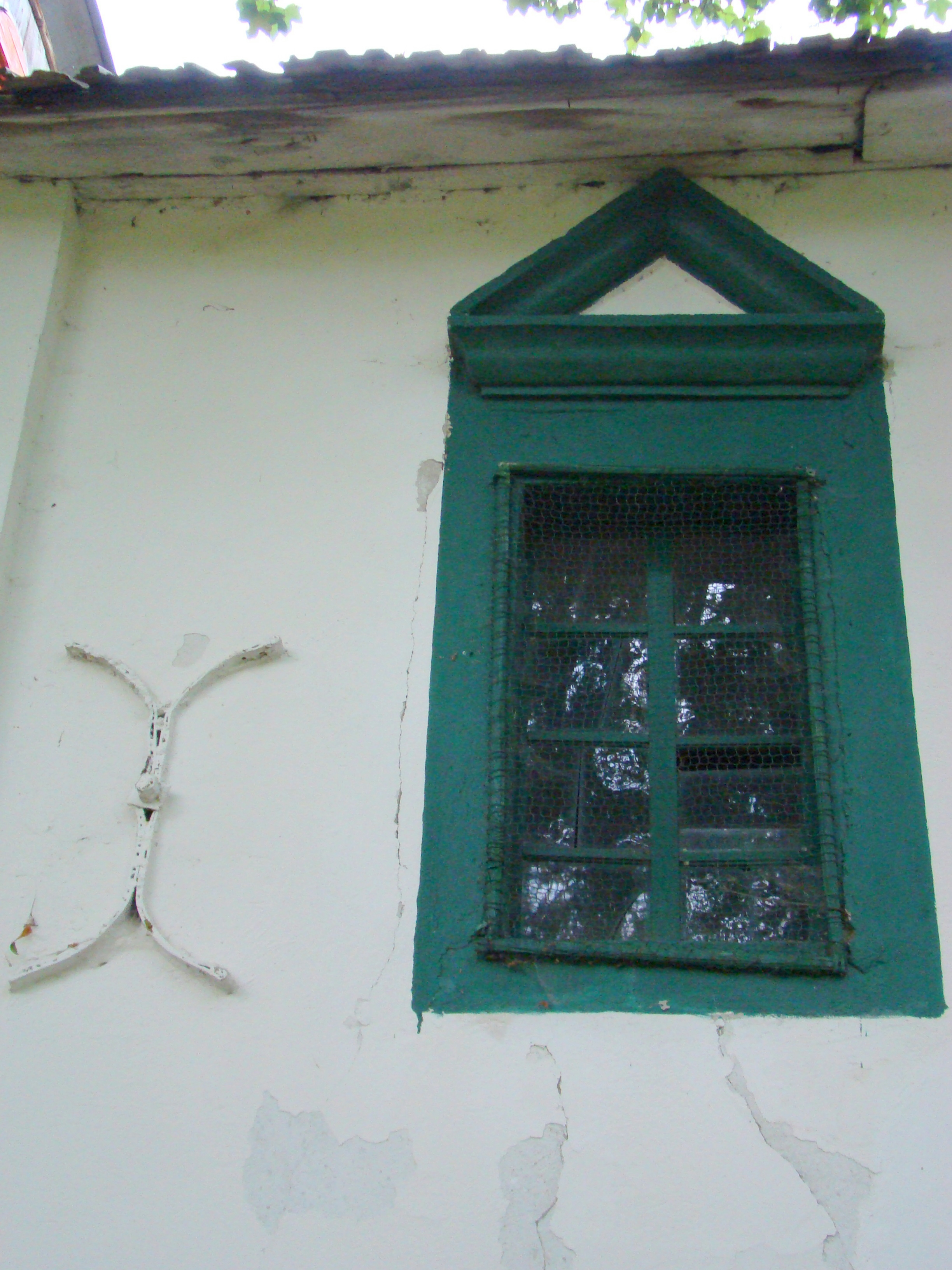
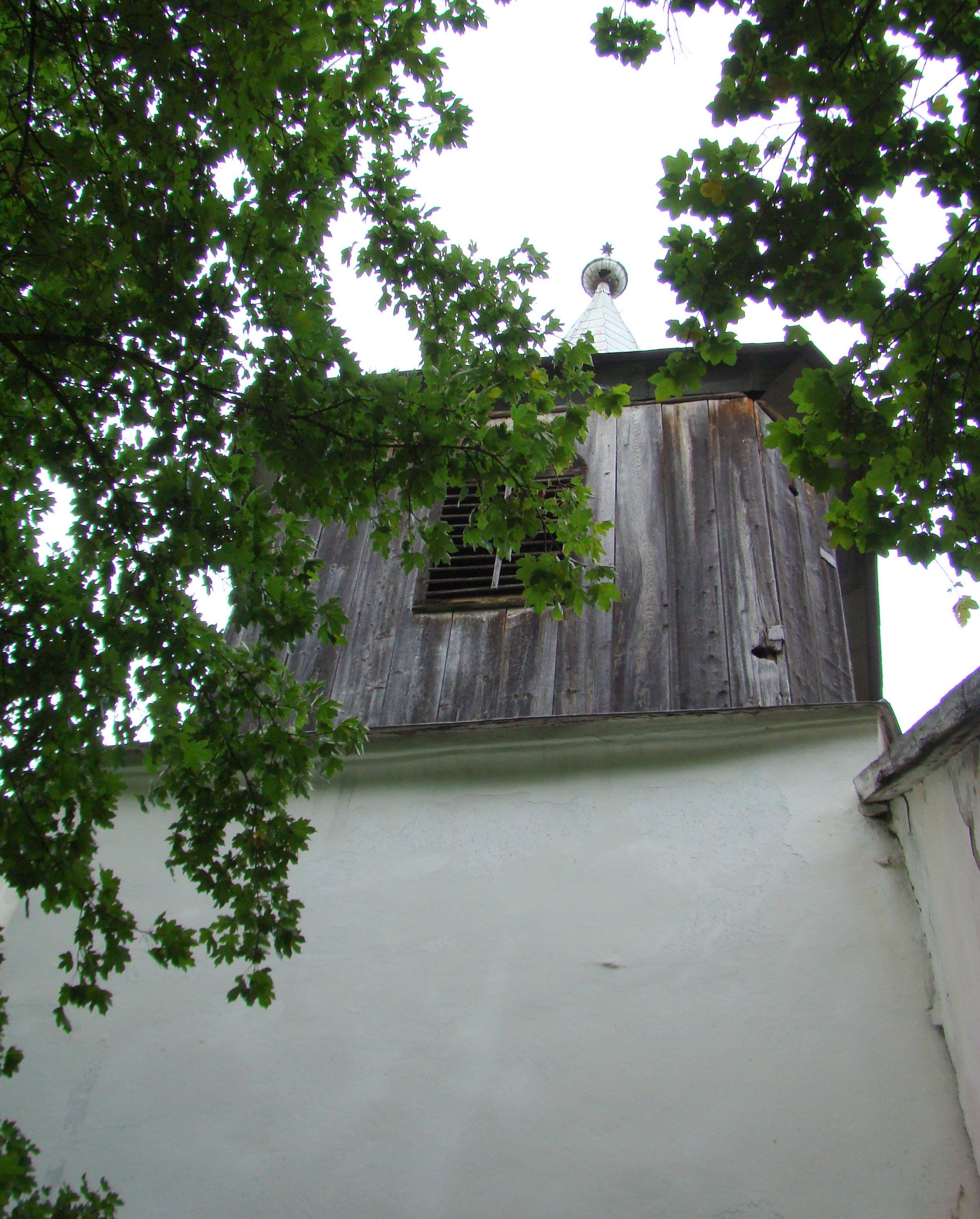
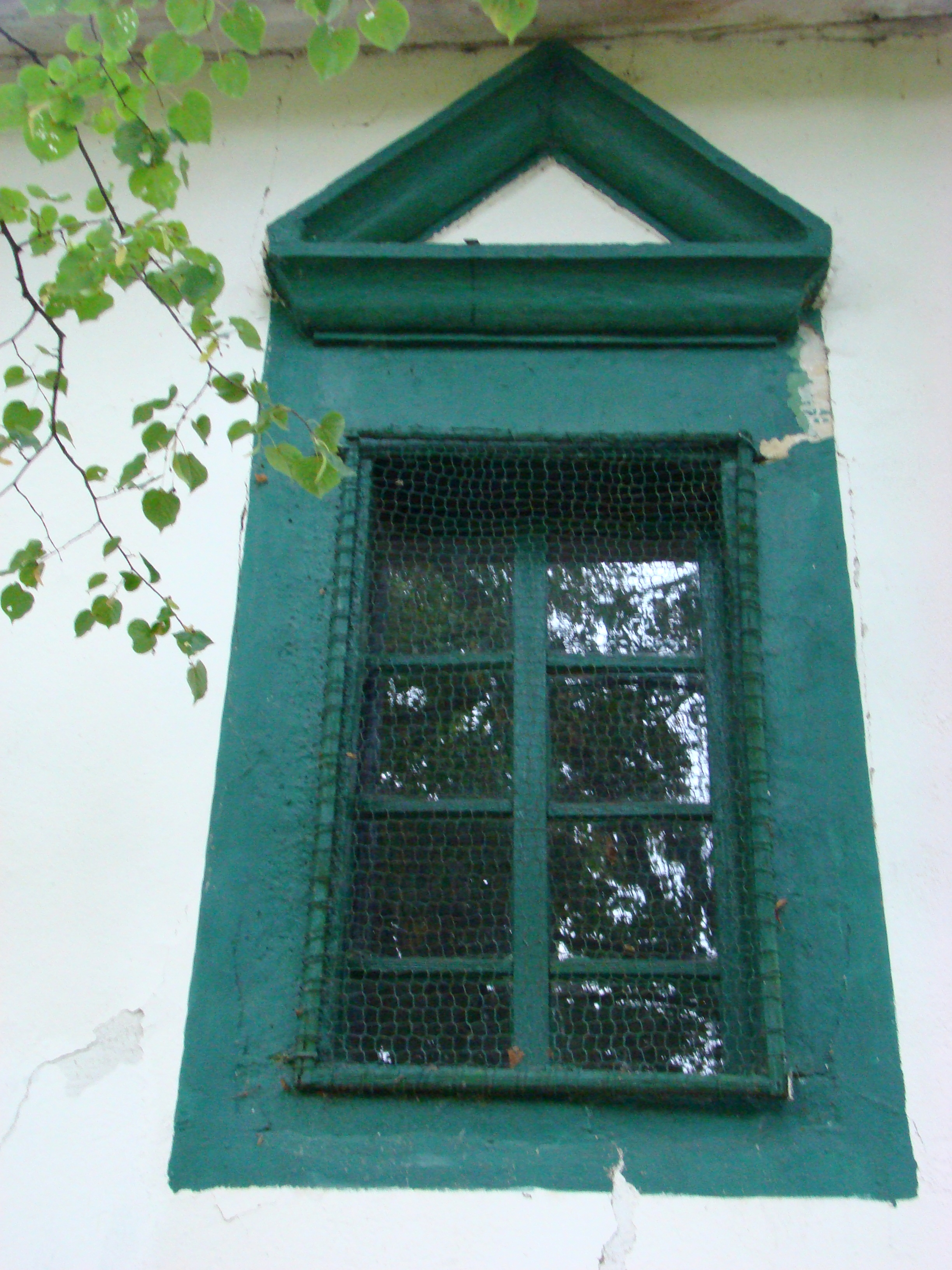
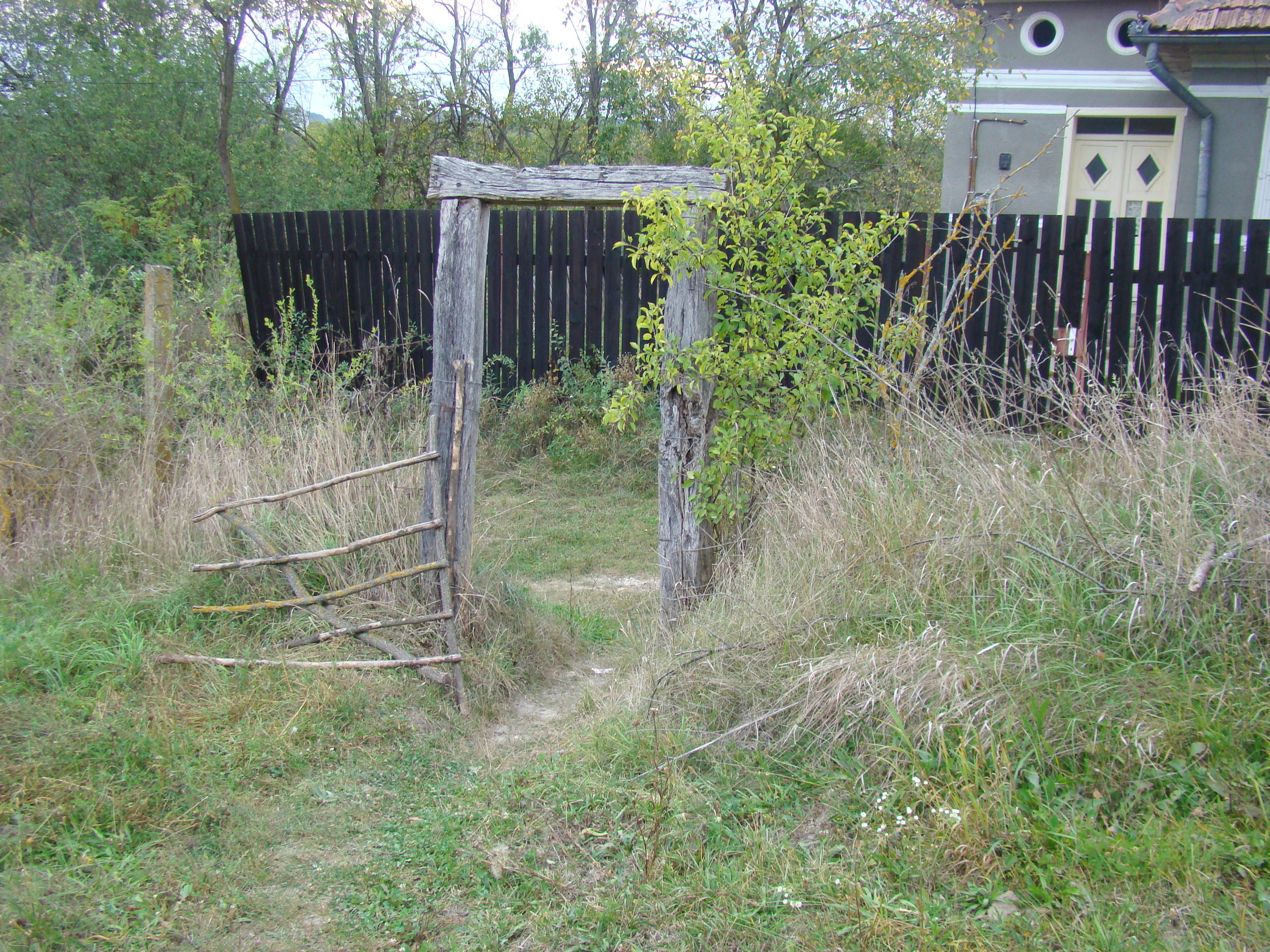
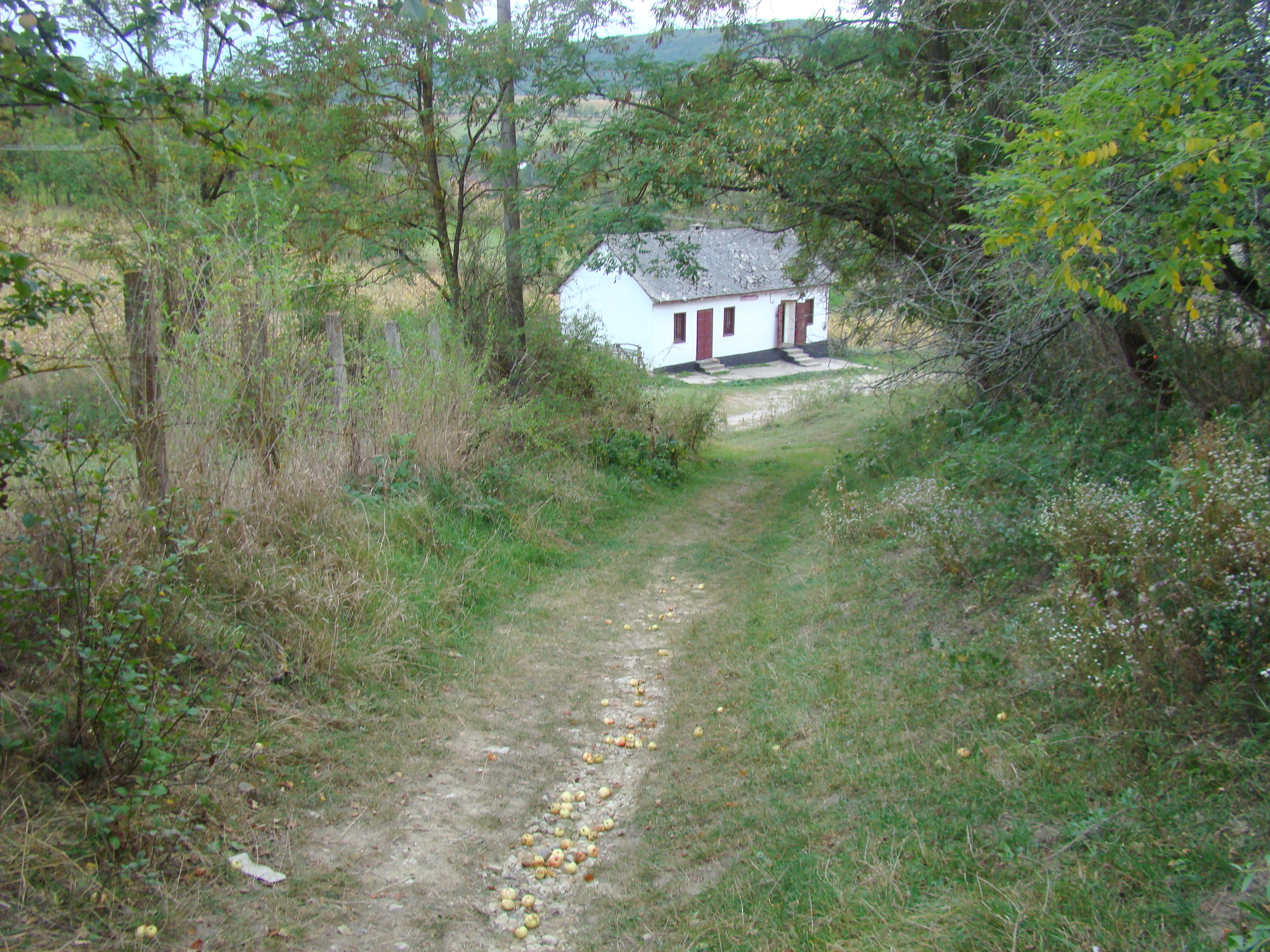
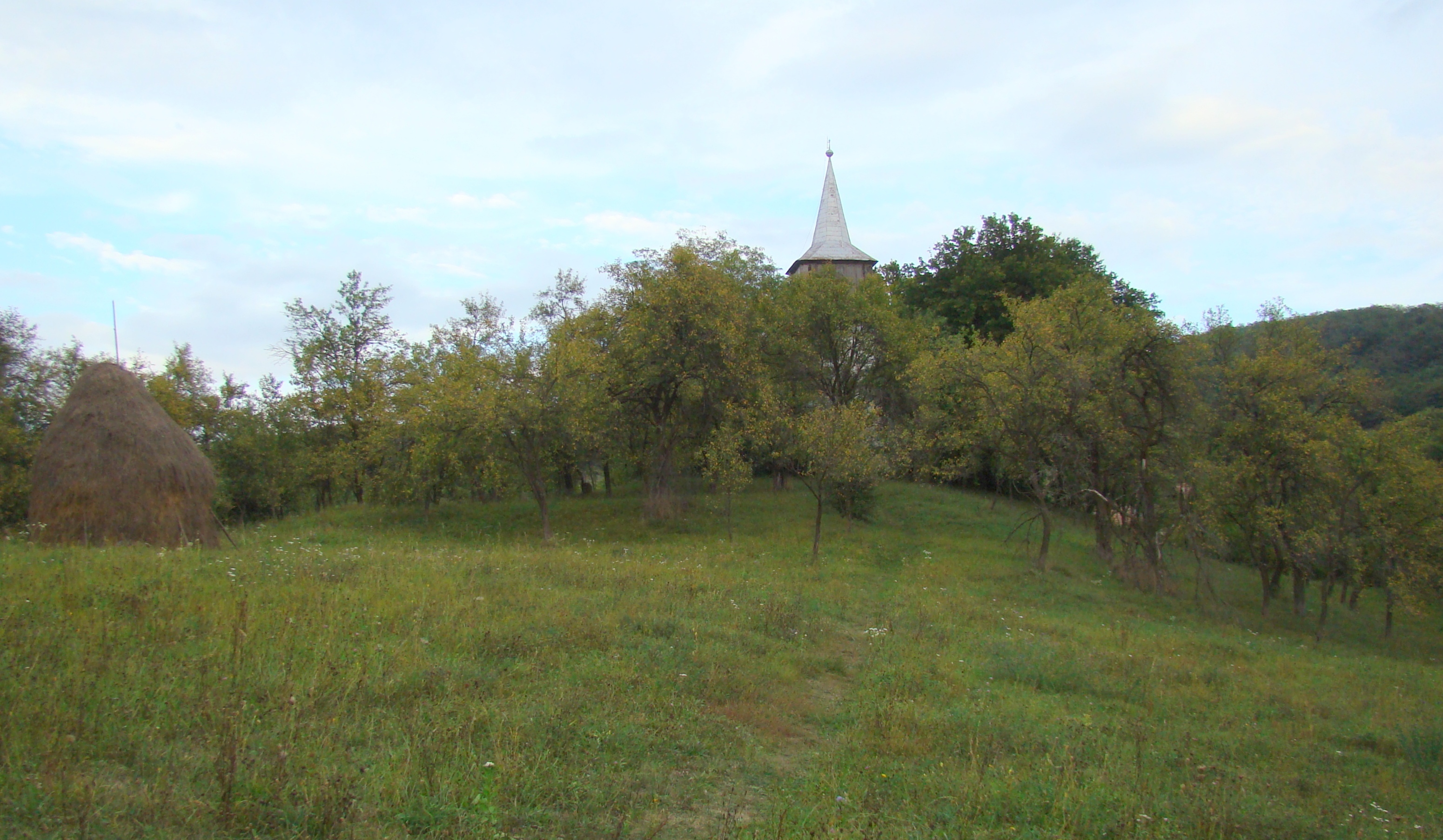

## Imagini din interior

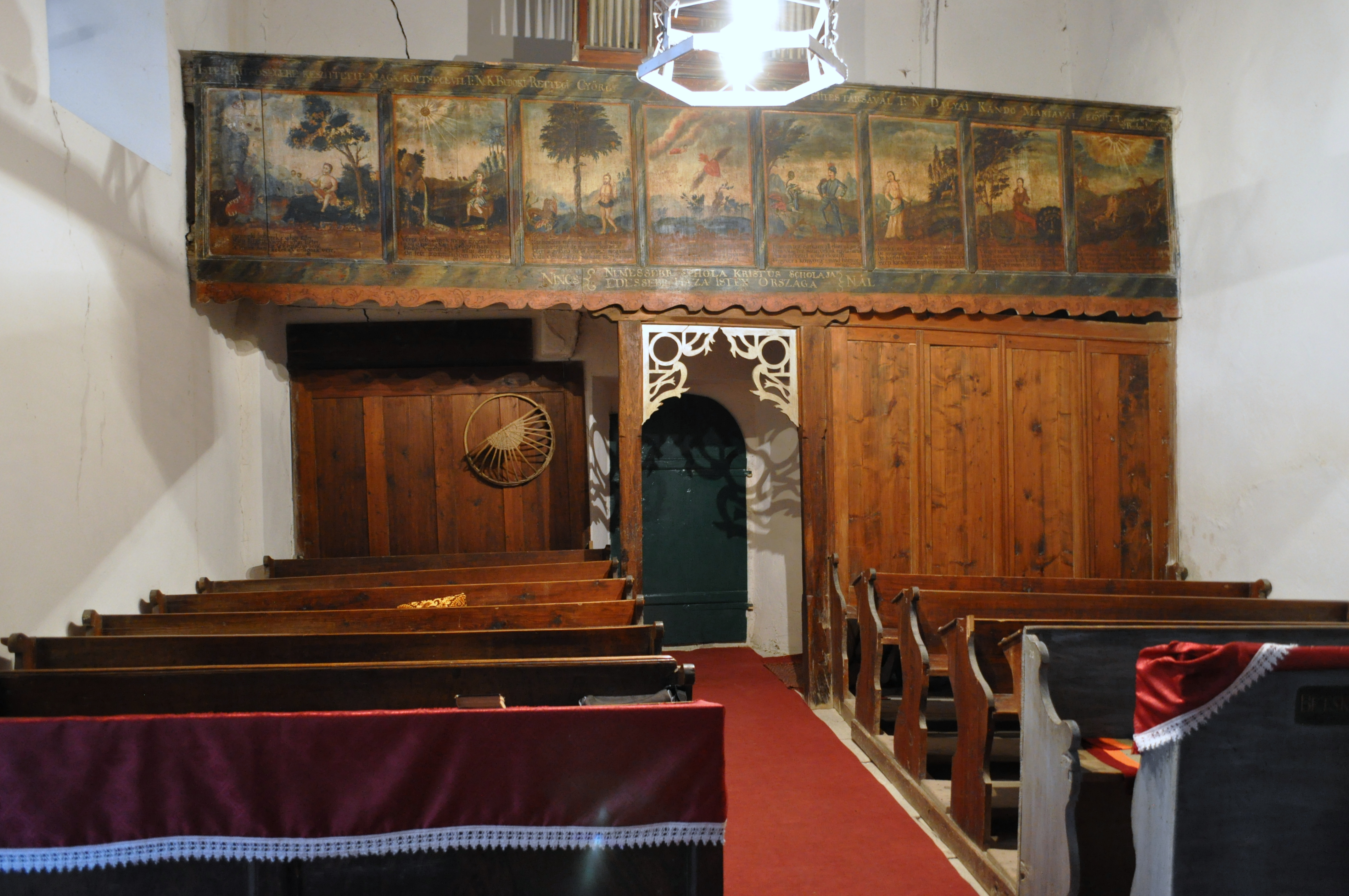
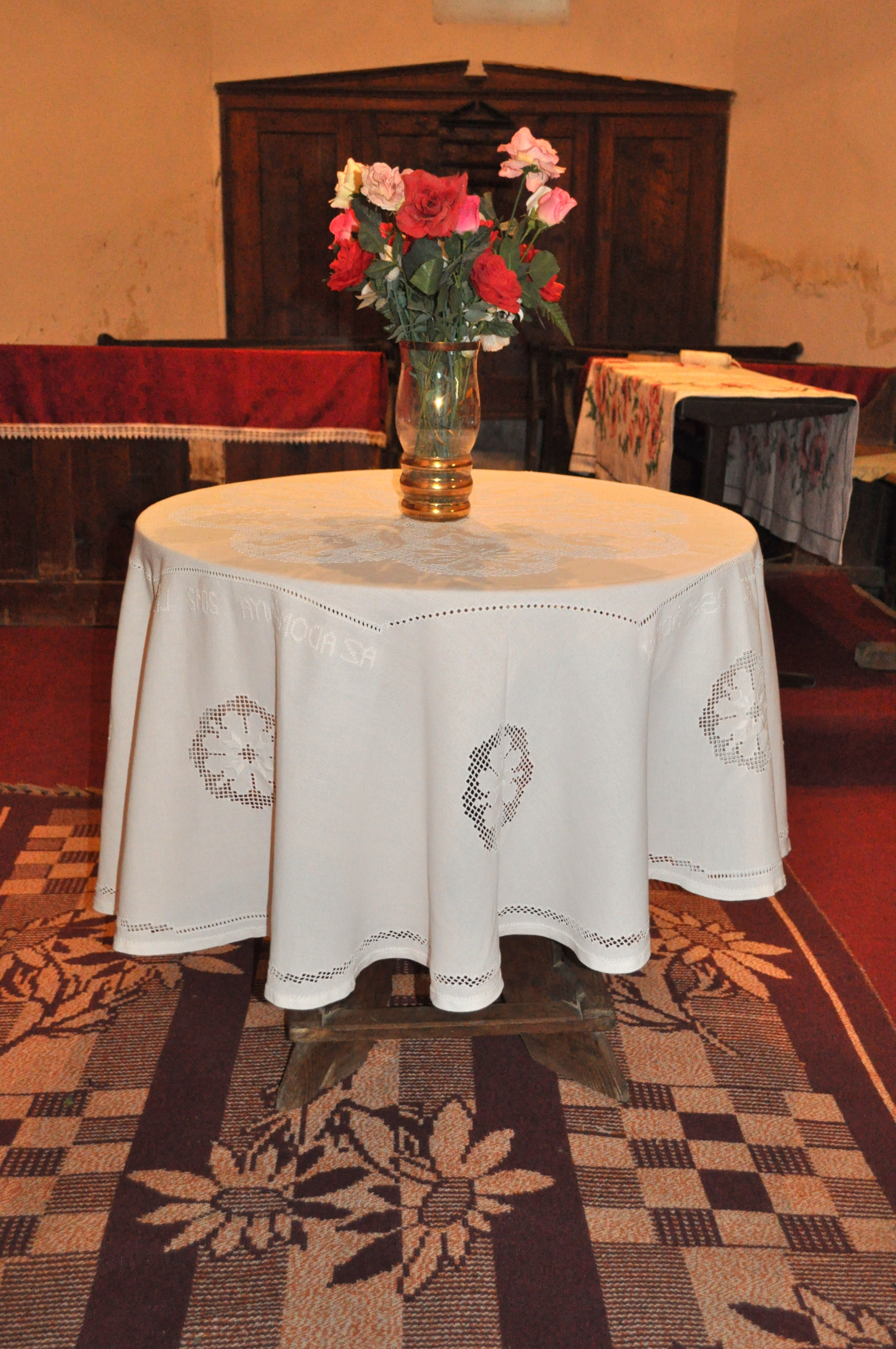
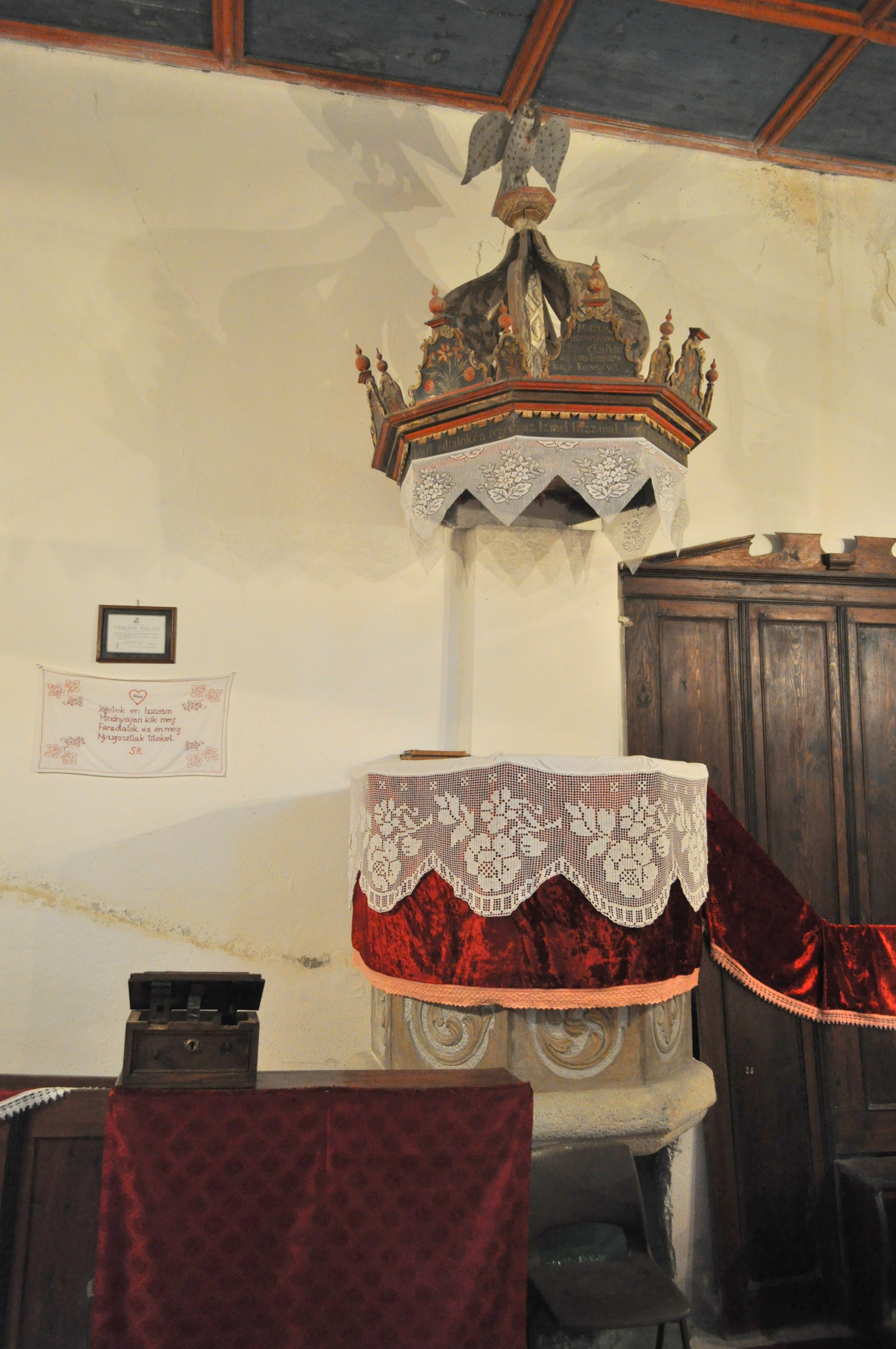
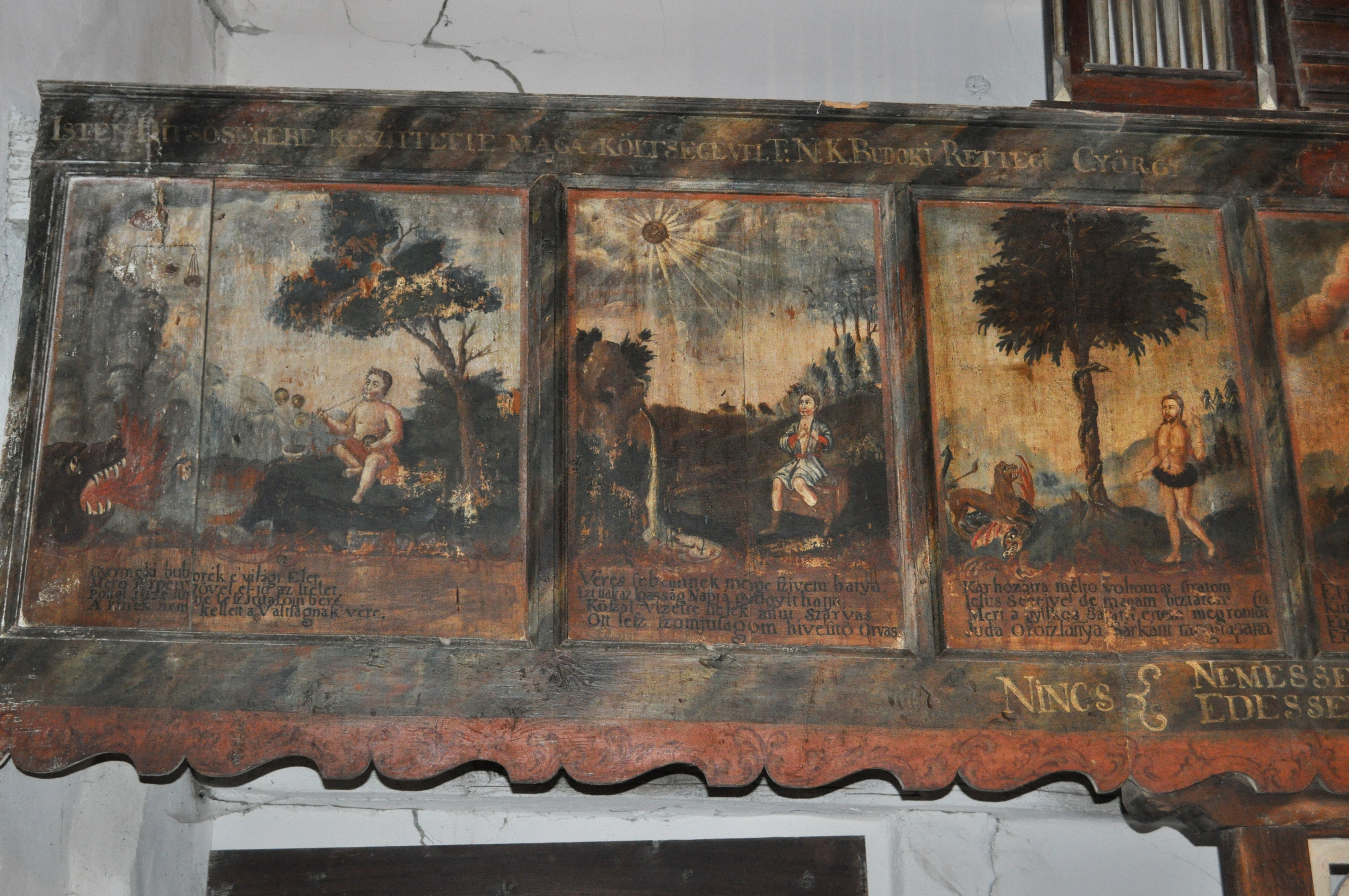
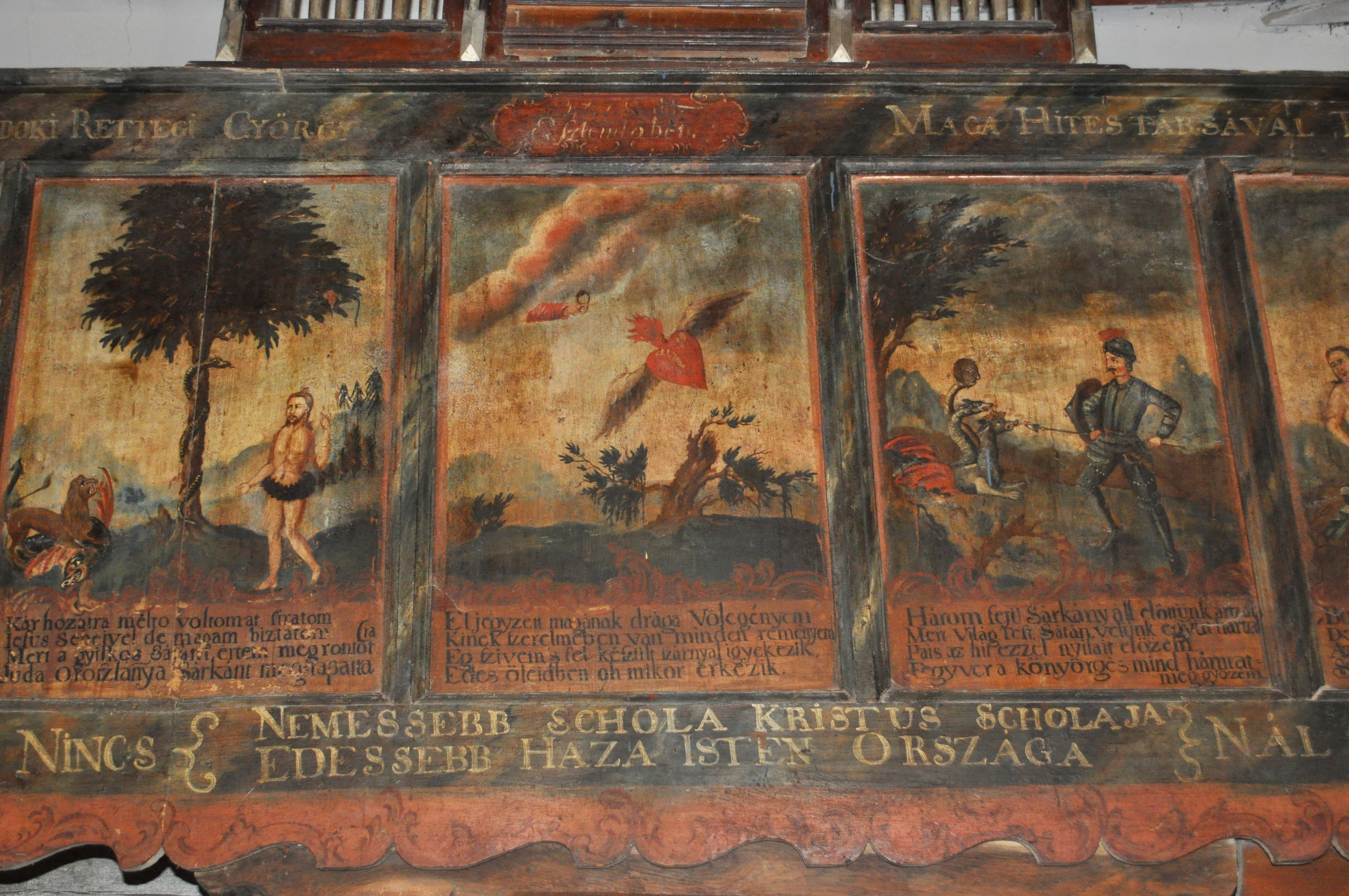
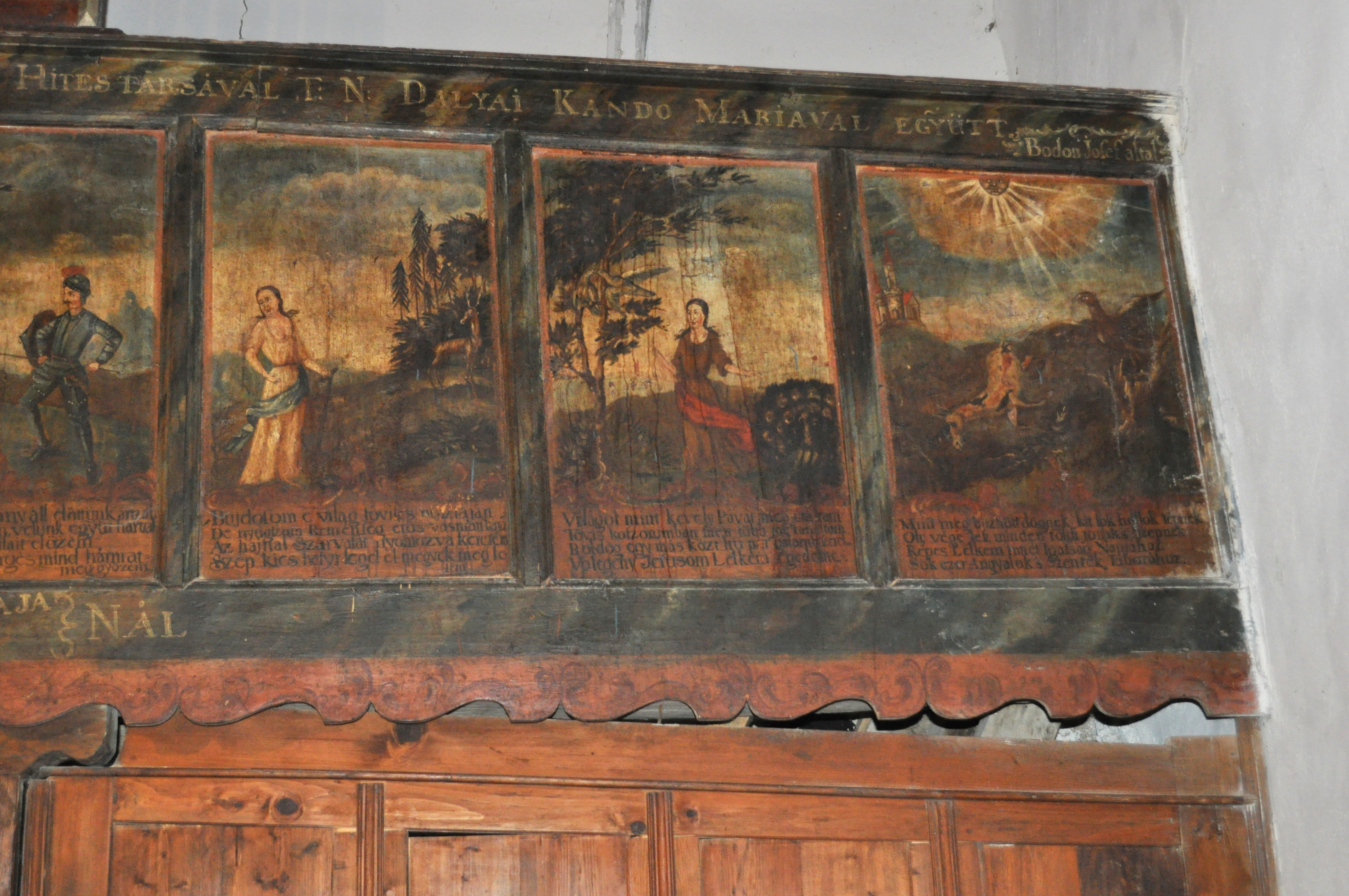
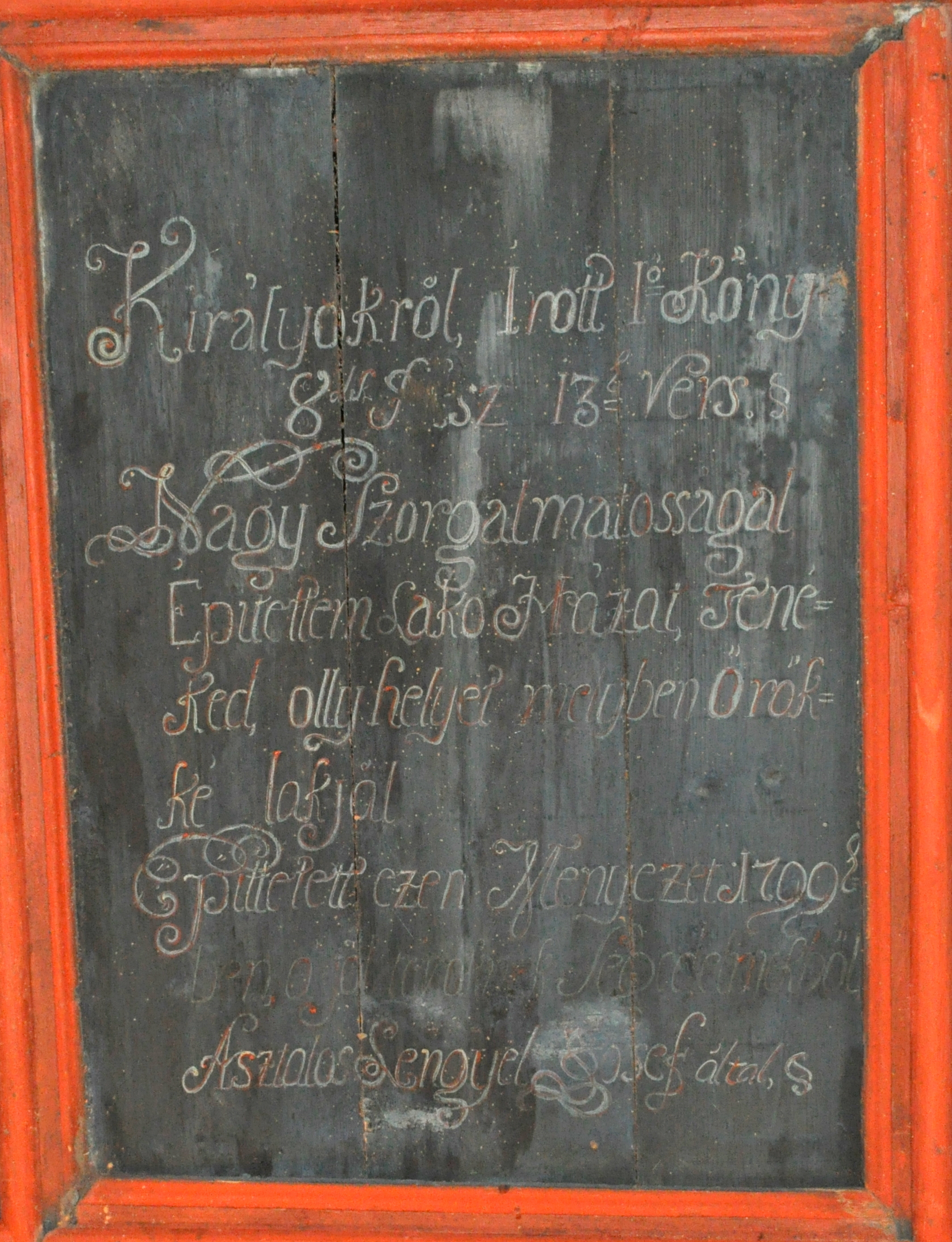
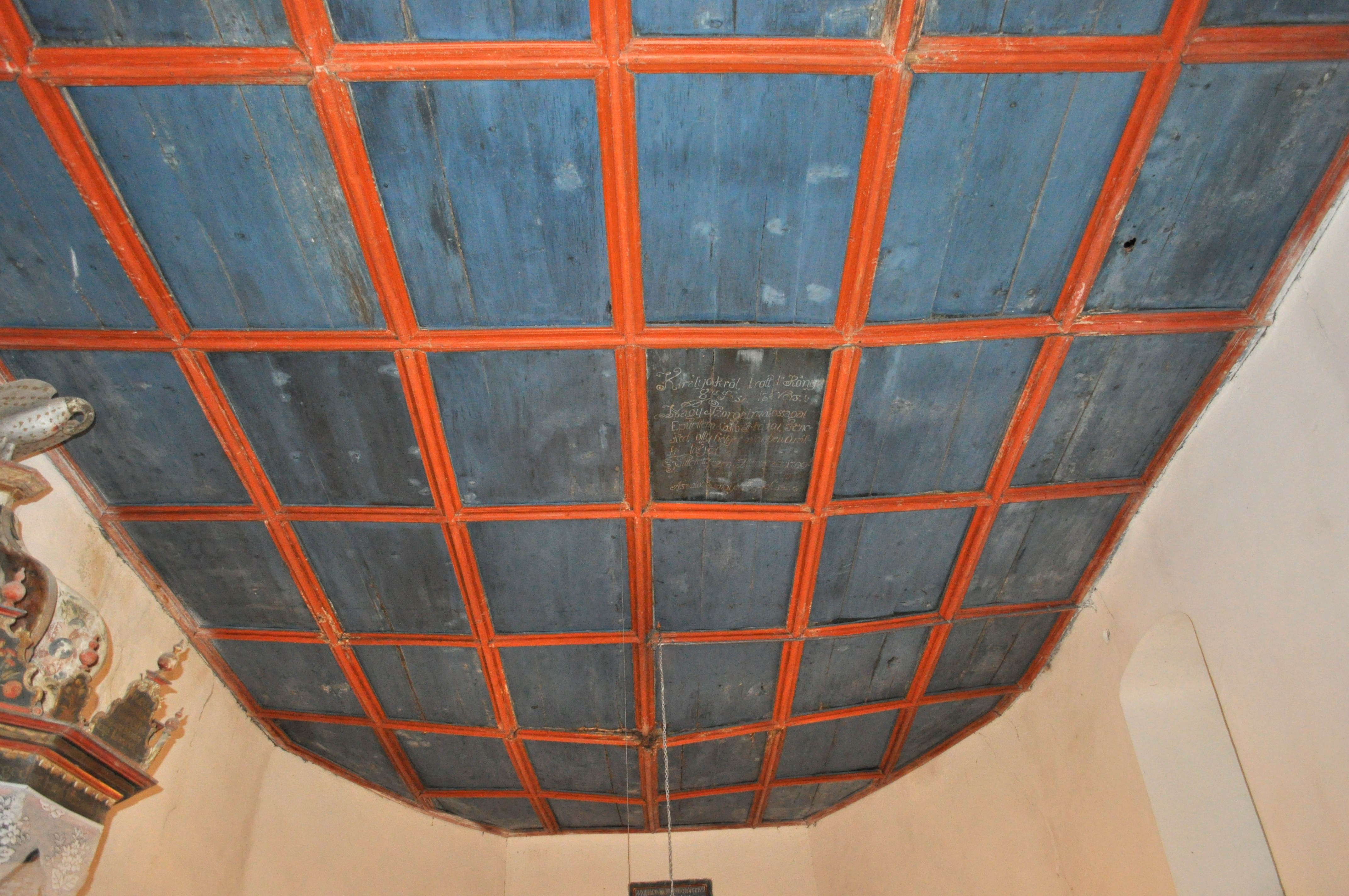
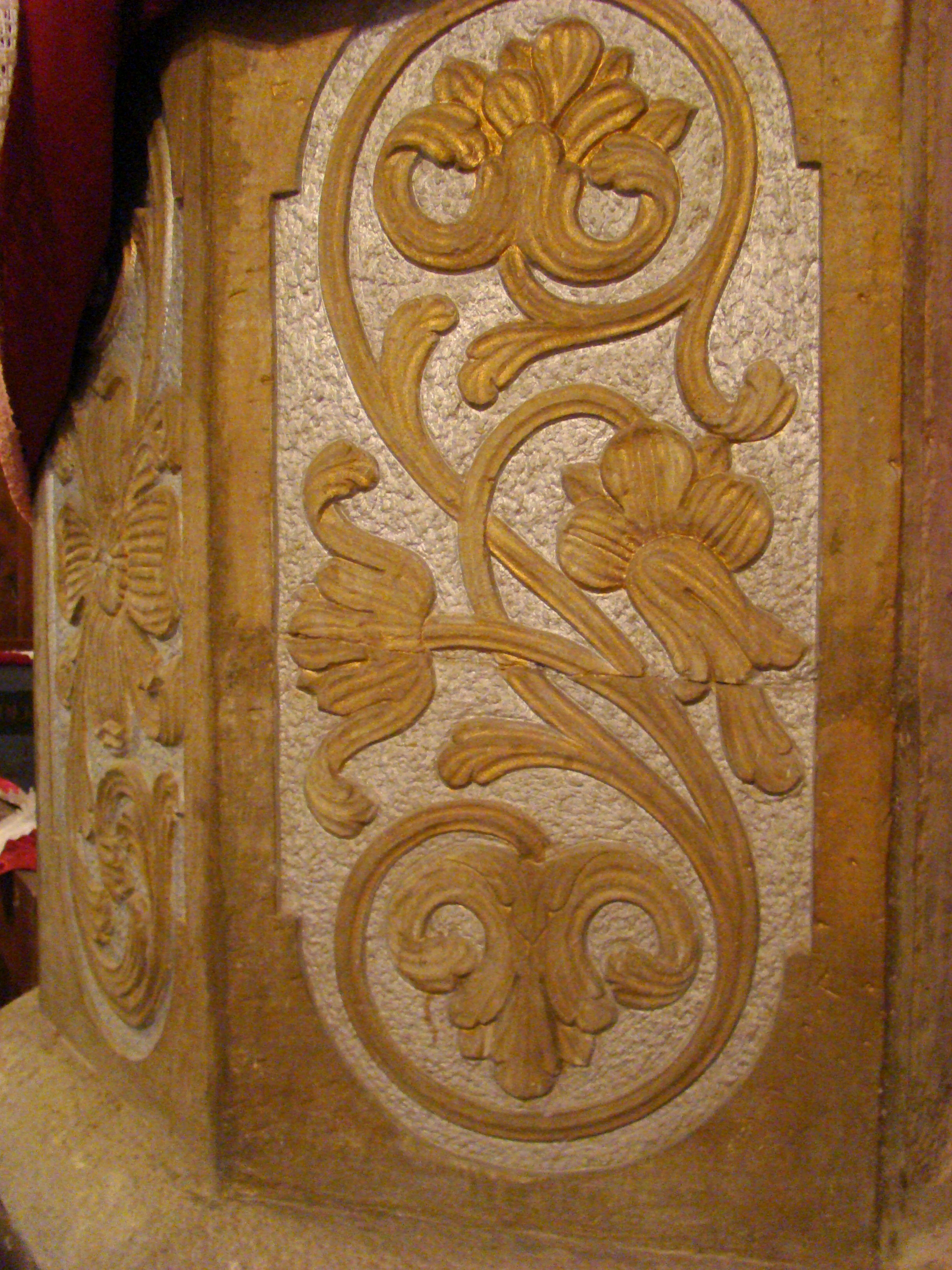
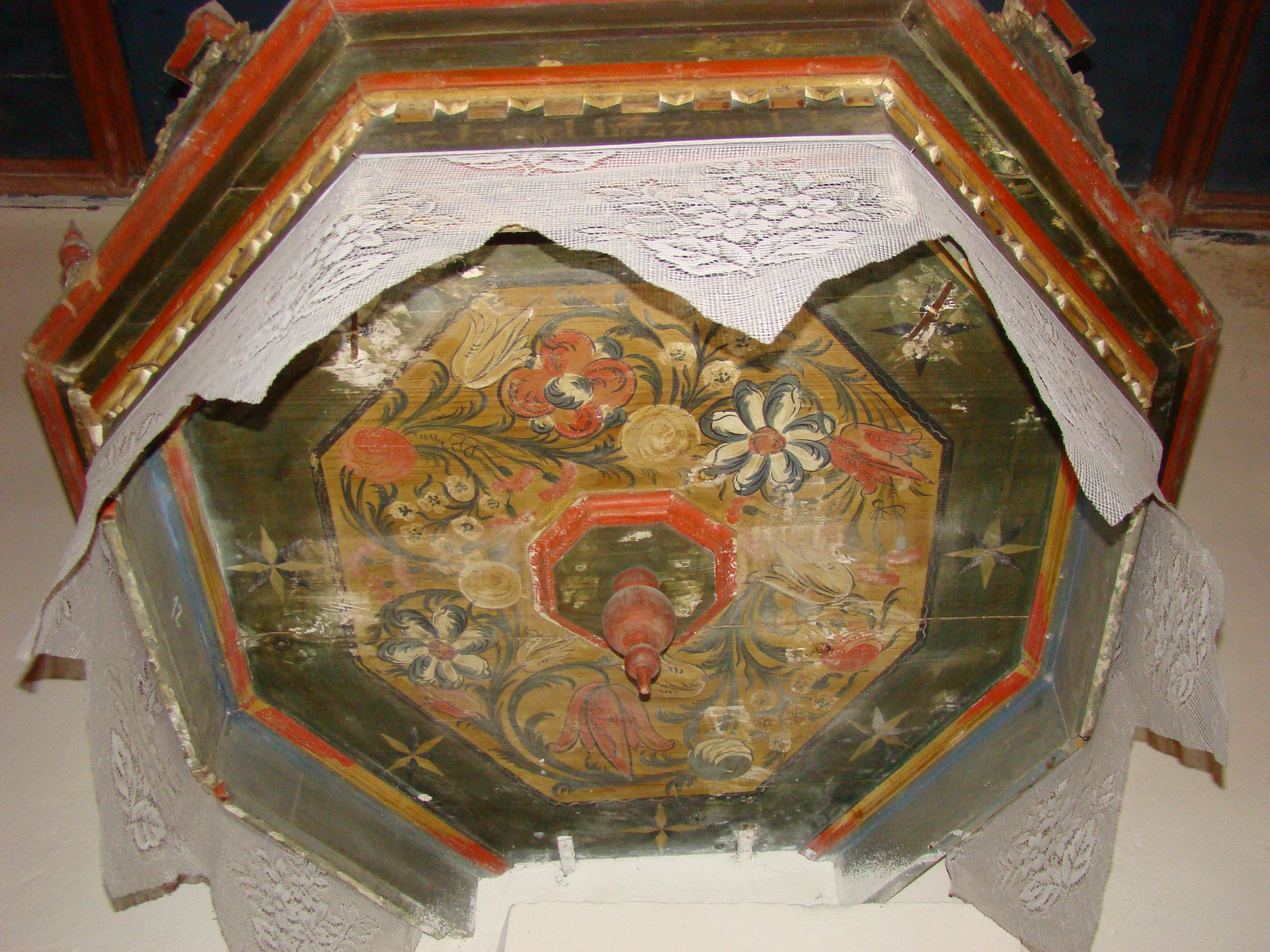
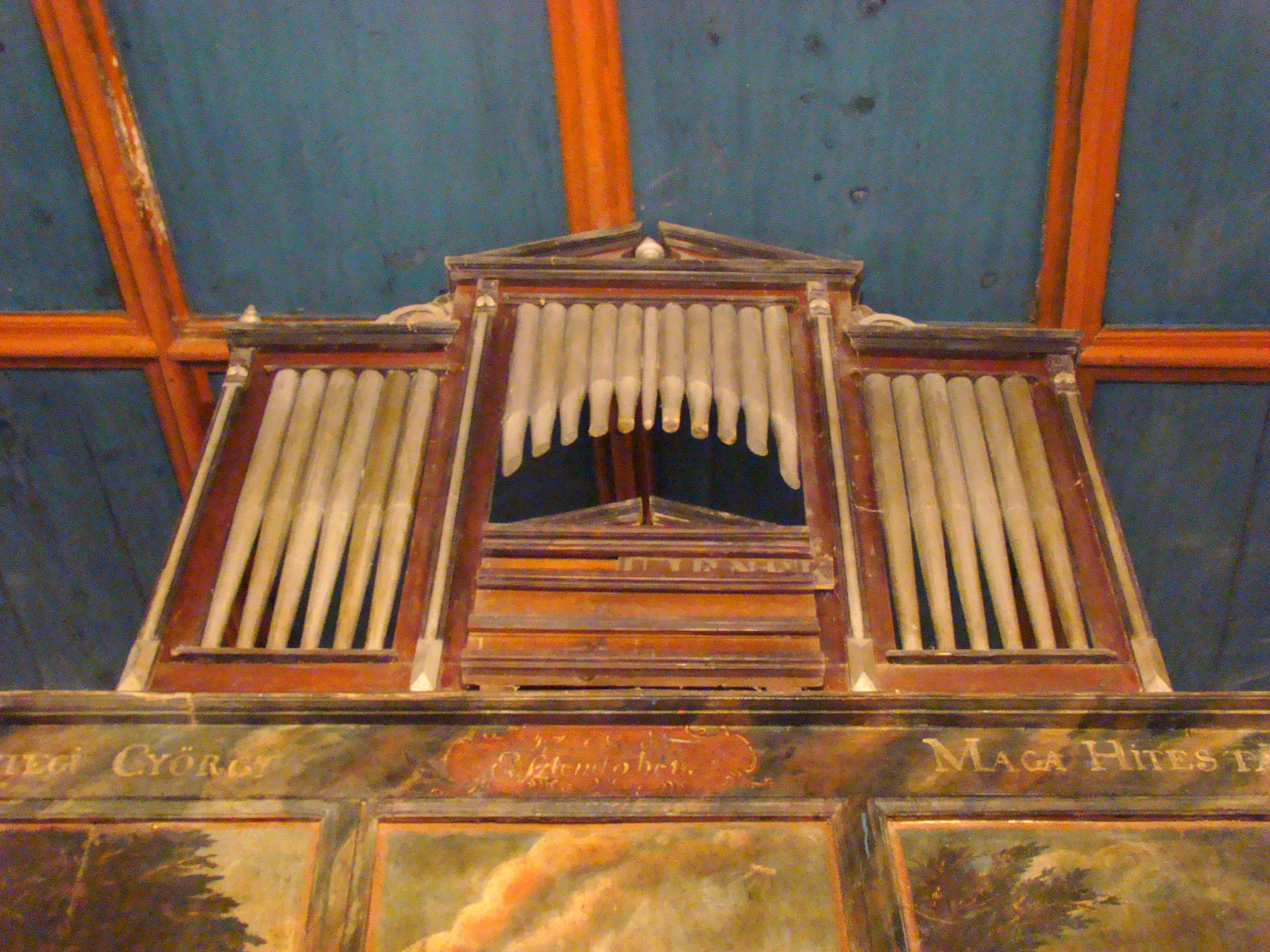
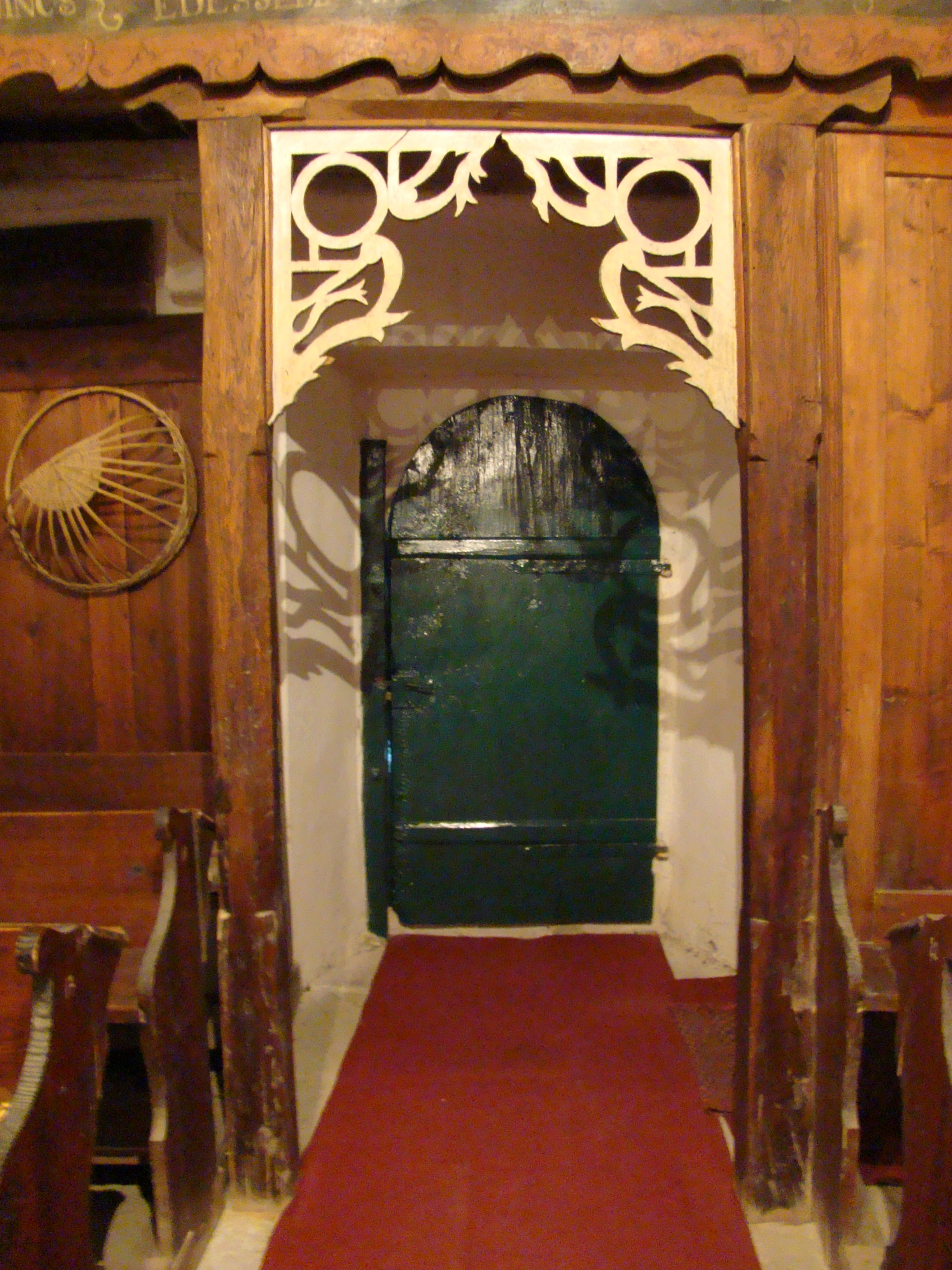
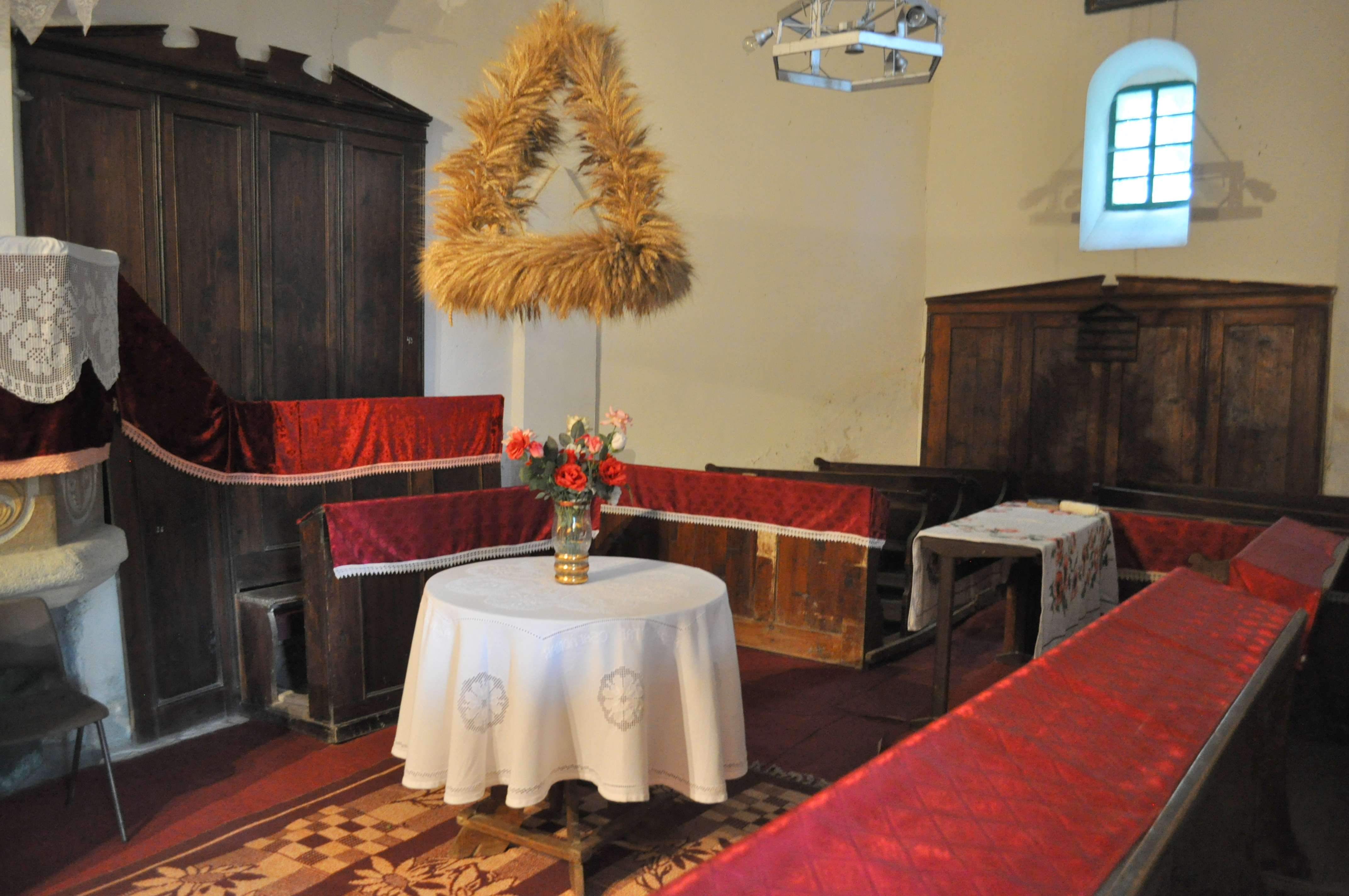
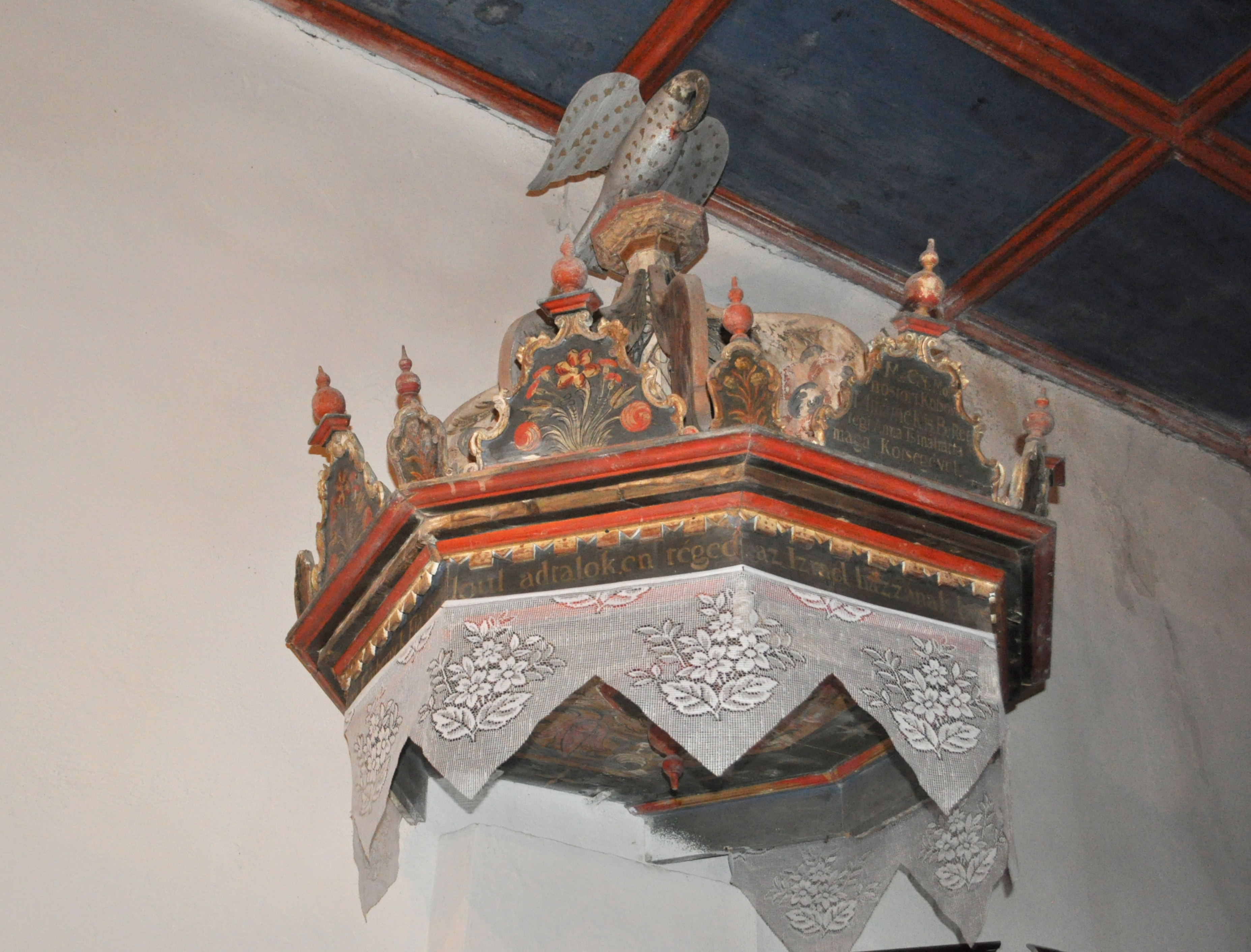
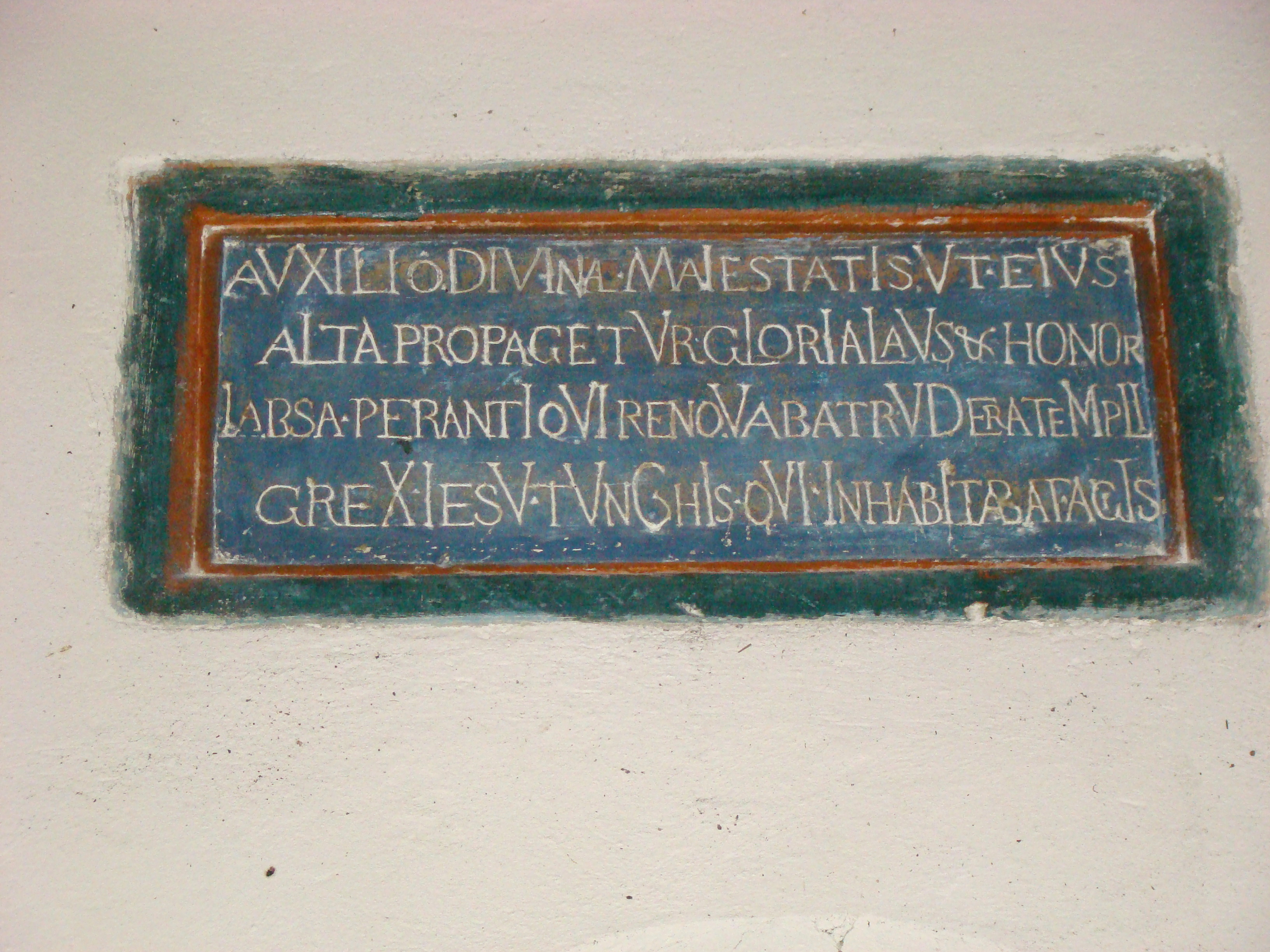
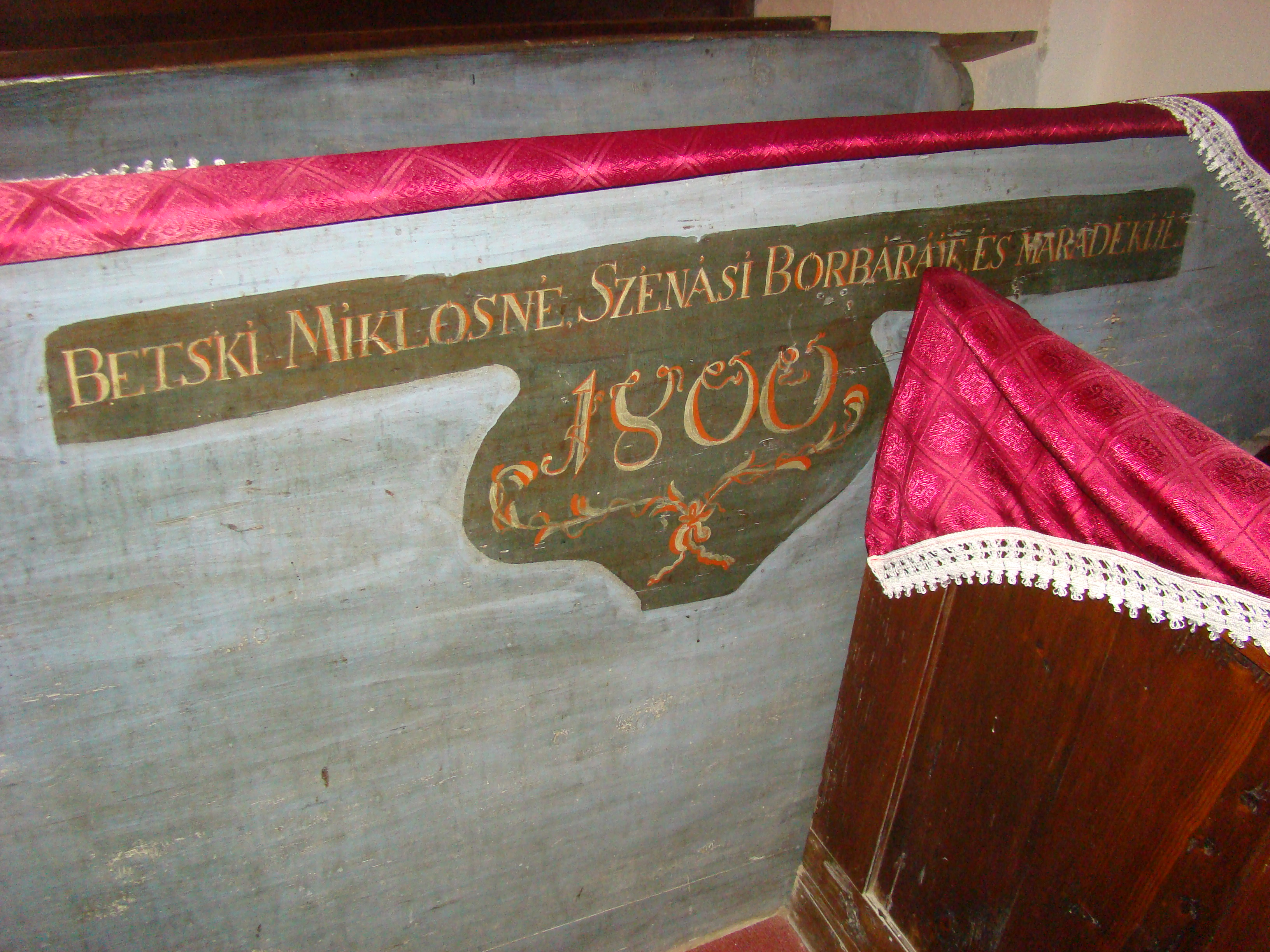
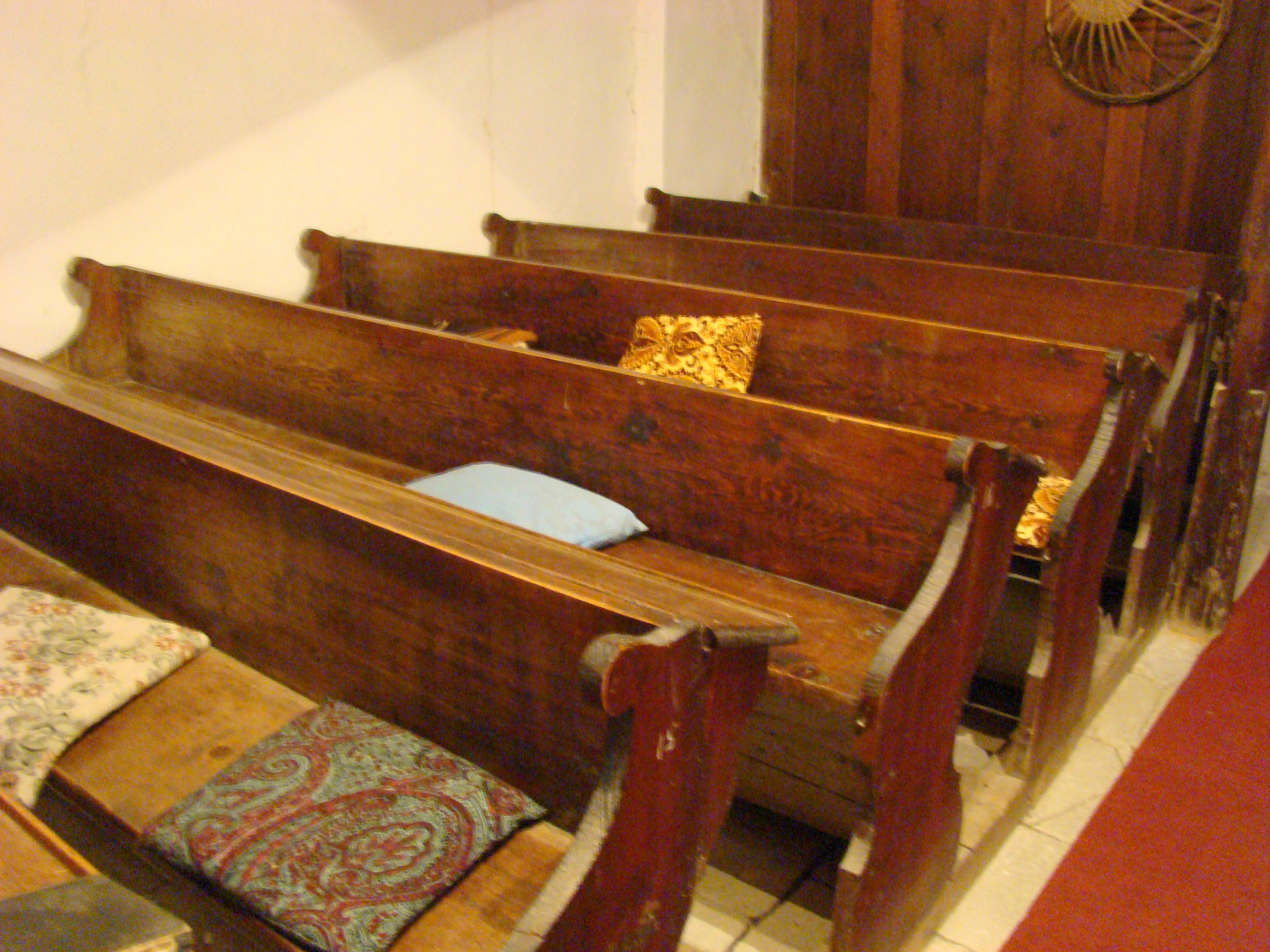
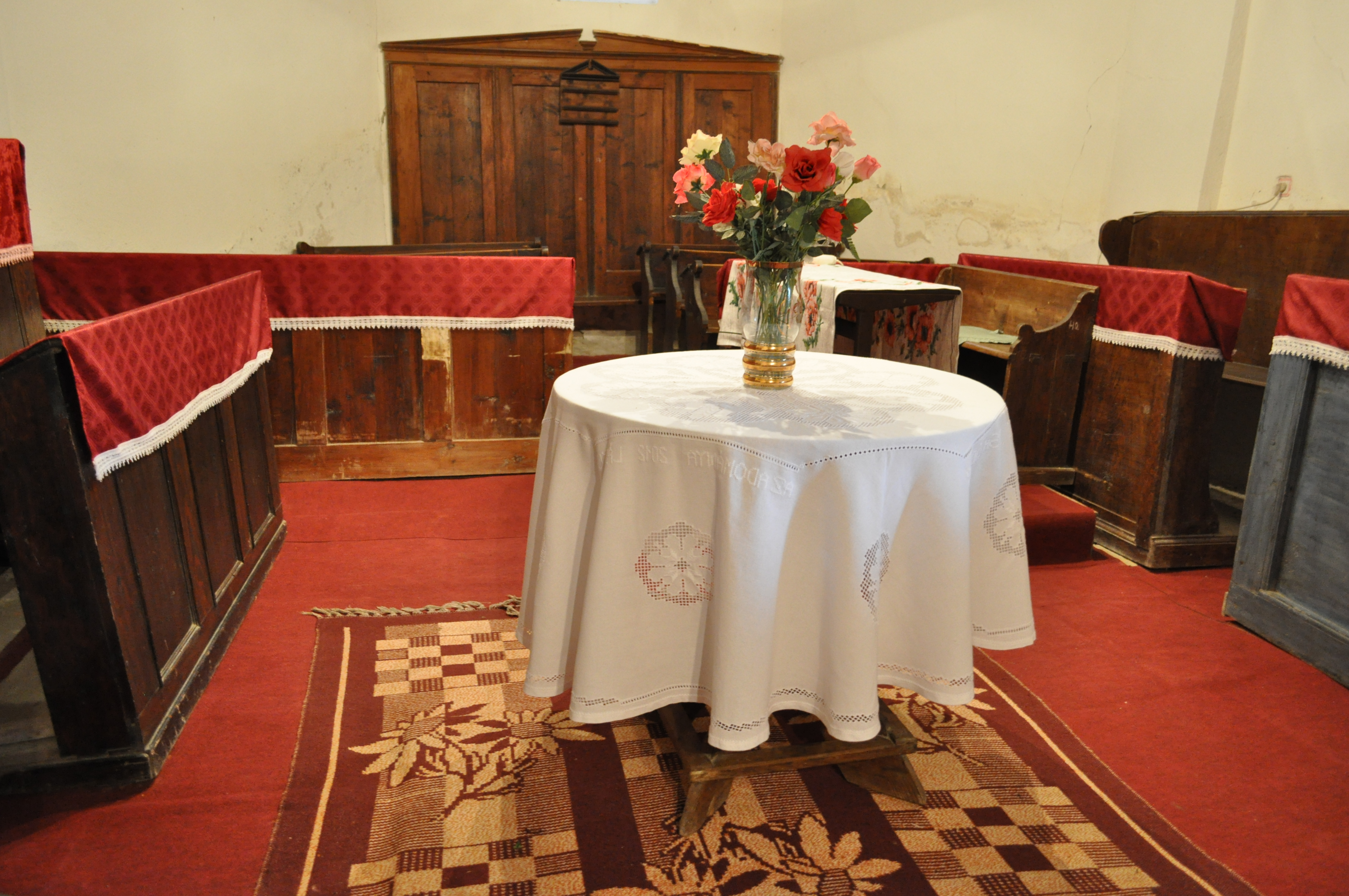
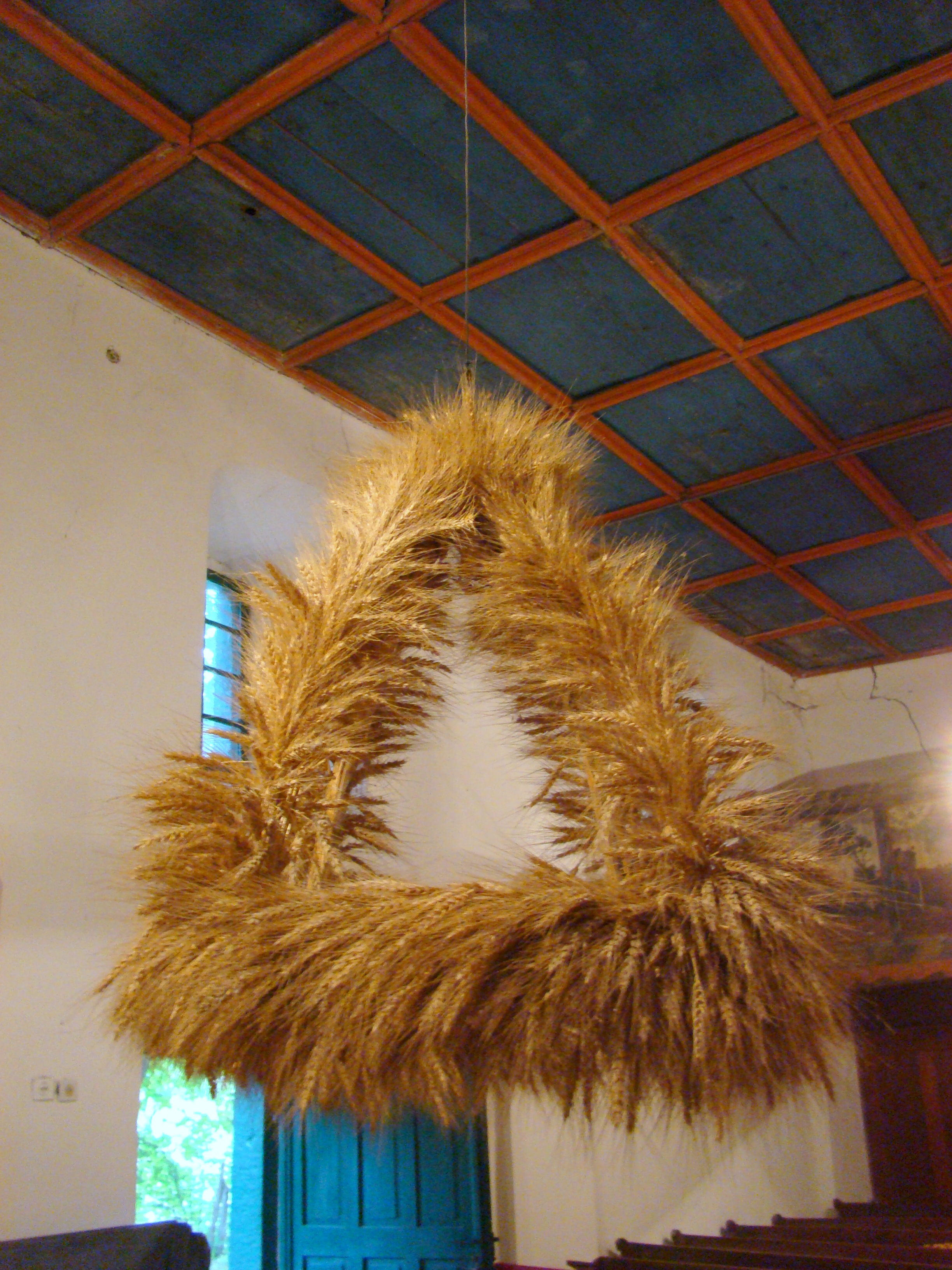
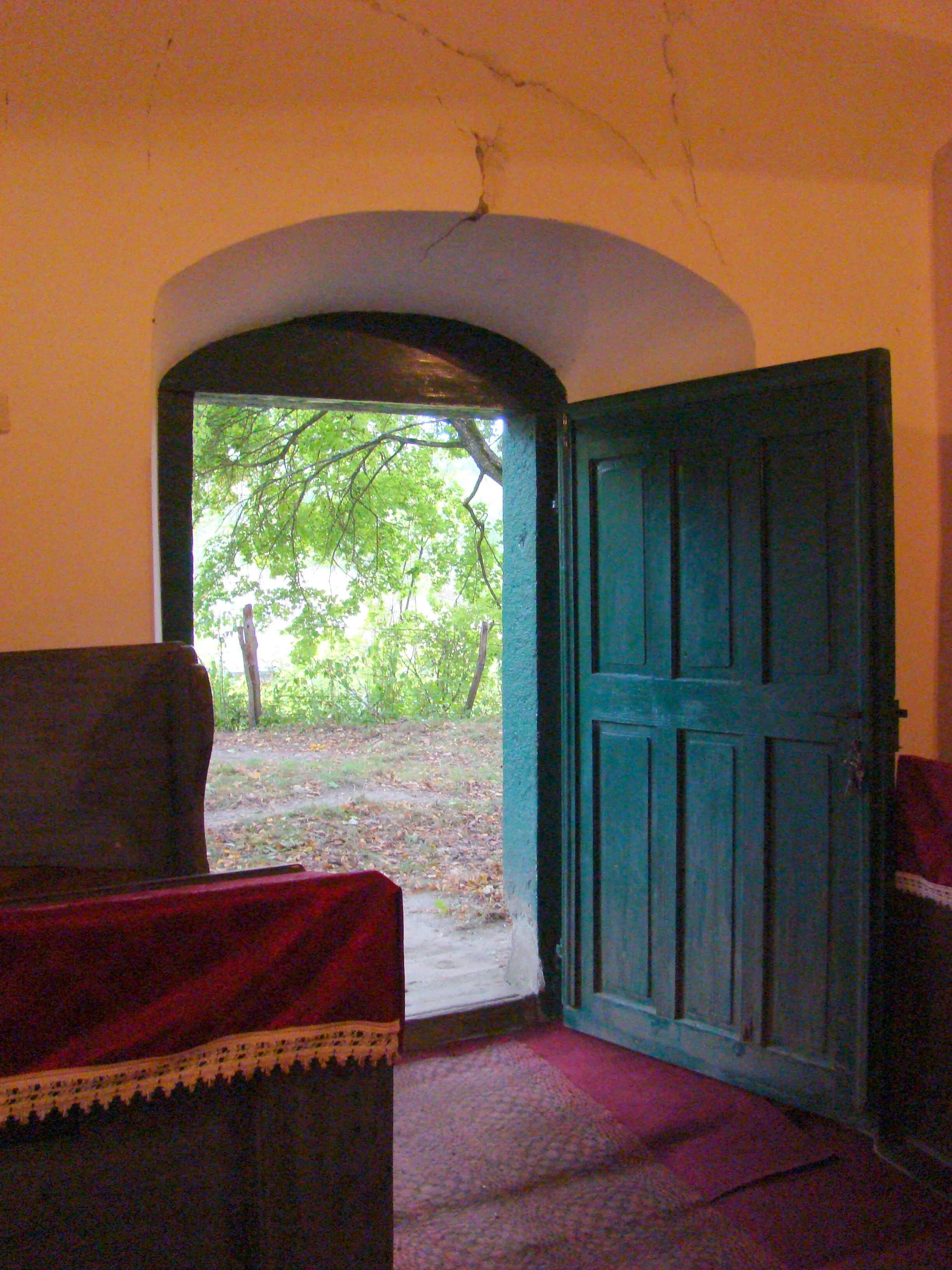

## Vezi și
- Cubleșu Someșan, Cluj